# Secolul al XIX-lea

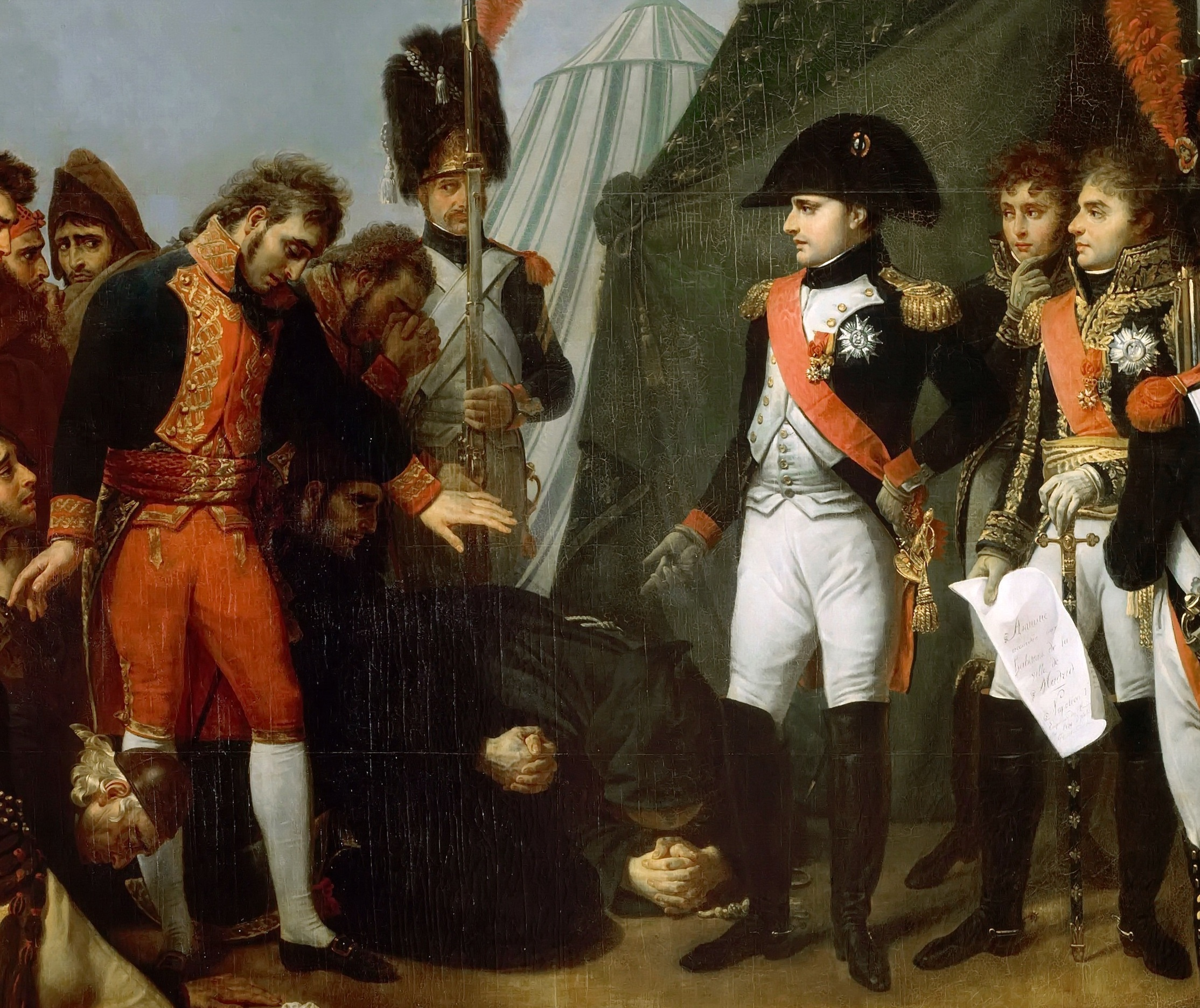
Antoine-Jean Gros, Surrender of Madrid, 1808

Abraham Lincoln

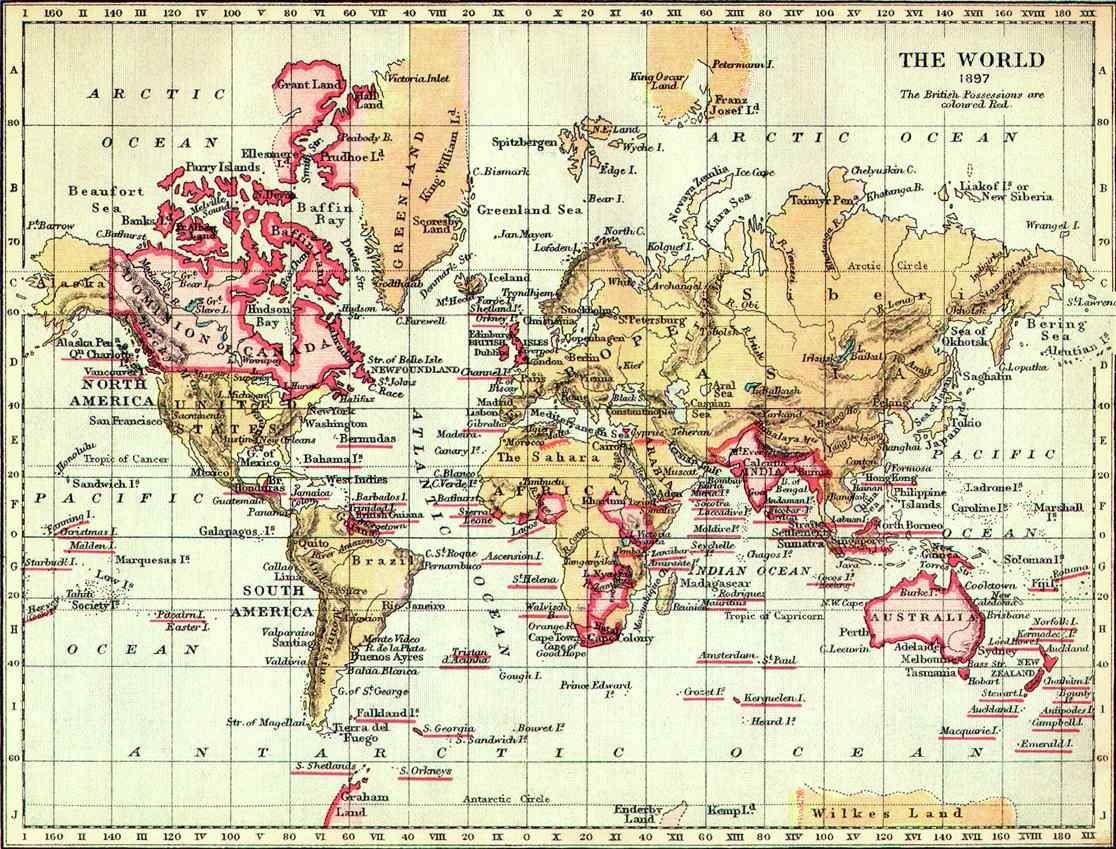
Harta lumii în 1897

Secolul al XIX-lea este o perioadă din istoria omenirii, cuprinsă între 1801 și 1900, caracterizată prin importante fenomene politice, ideologice  și culturale. În timp ce portughezii, spaniolii și Sfântul Imperiu Roman se prăbușeau, Imperiul Britanic, cel German și America au cunoscut o dezvoltare rapidă. Conflictele militare au răvășit Europa, dar au și încurajat cercetarea științifică și explorarea.
După războaiele napoleoniene, Marea Britanie a devenit cea mai importantă putere mondială, controlând un sfert din populația globului și o treime din suprafața teritoriilor de pe uscat. “Pax Britannica” a condus la un comerț mai eficient și a diminuat pirateria. Secolul al XIX-lea a fost o perioadă a inovației și a descoperirilor, cu rezultate notabile în matematică, fizică, chimie, biologie, electricitate și metalurgie, ce au constituit baza evoluției tehnologice din secolul XX. De asemenea, a început Revoluția Tehnologică în Europa și Era Victoriană, ce a fost cunoscută pentru angajarea copiilor în fabrici și mine.
Avansul în medicină, mai buna înțelegere a anatomiei umane, dar și a bolilor au fost parțial responsabile pentru creșterea rapidă a populației în lumea vestică. Populația Europei s-a dublat în secolul al XIX-lea, de la 200 de milioane până la aproape 400. Introducerea căilor ferate a fost o schimbare majoră în modul în care oamenii trăiau și obțineau bunuri, alimentând mișcări de urbanizare majore în diferite locuri de pe glob. Londra a devenit cel mai populat oraș din lume, mărindu-și populația de la 1 milion, în 1800, până la 6.7 milioane, un secol mai târziu. Ultimele teritorii din centrul Africii și Asiei au fost descoperite, iar cu excepția zonelor extreme – arctice și antarctice, au fost realizate cartografieri detaliate și exacte ale globului. În același timp, liberalismul a devenit principala mișcare de reformă în Europa.
Sclavia a fost redusă considerabil pe glob: Urmând o revoltă încheiată cu succes a sclavilor din Haiti, Marea Britanie a obligat pirații conduși de Barbarossa să oprească răpirile și transformarea europenilor în sclavi, punând astfel capăt comerțului global cu oameni. Marea Britanie a abolit sclavia în 1843. Cel de-al 13-lea amendament al Americii ce a urmat războiului civil  a pus capăt sclaviei în 1865. În Brazilia sclavia a fost abolită în 1888. Similar, iobăgia a luat sfârșit în Rusia.
Secolul XIX  a fost remarcabil prin larga răspândire și formarea a noi fundații de așezări care în particular au fost create în America de Nord și Australia. În această perioadă 70 de milioane de europeni au părăsit continentul. În același timp și organizațiile sportive au cunoscut o perioadă înfloritoare în Anglia și America: Comitetul Olimpic Central și federațiile de fotbal, baschet, rugby, baseball și volei au fost fondate. Imperialismul și “la Belle Époque” sunt și ele importante pentru bătrânul continent.
Personalități notabile ale secolului au fost Abraham Lincoln, cel de-al 16-lea președinte al Statelor Unite ale Americii, filantropul și omul de afaceri John D. Rockefeller, Geronimo, liderul apașilor, dar și infamul Jack Spintecătorul.

## Artă

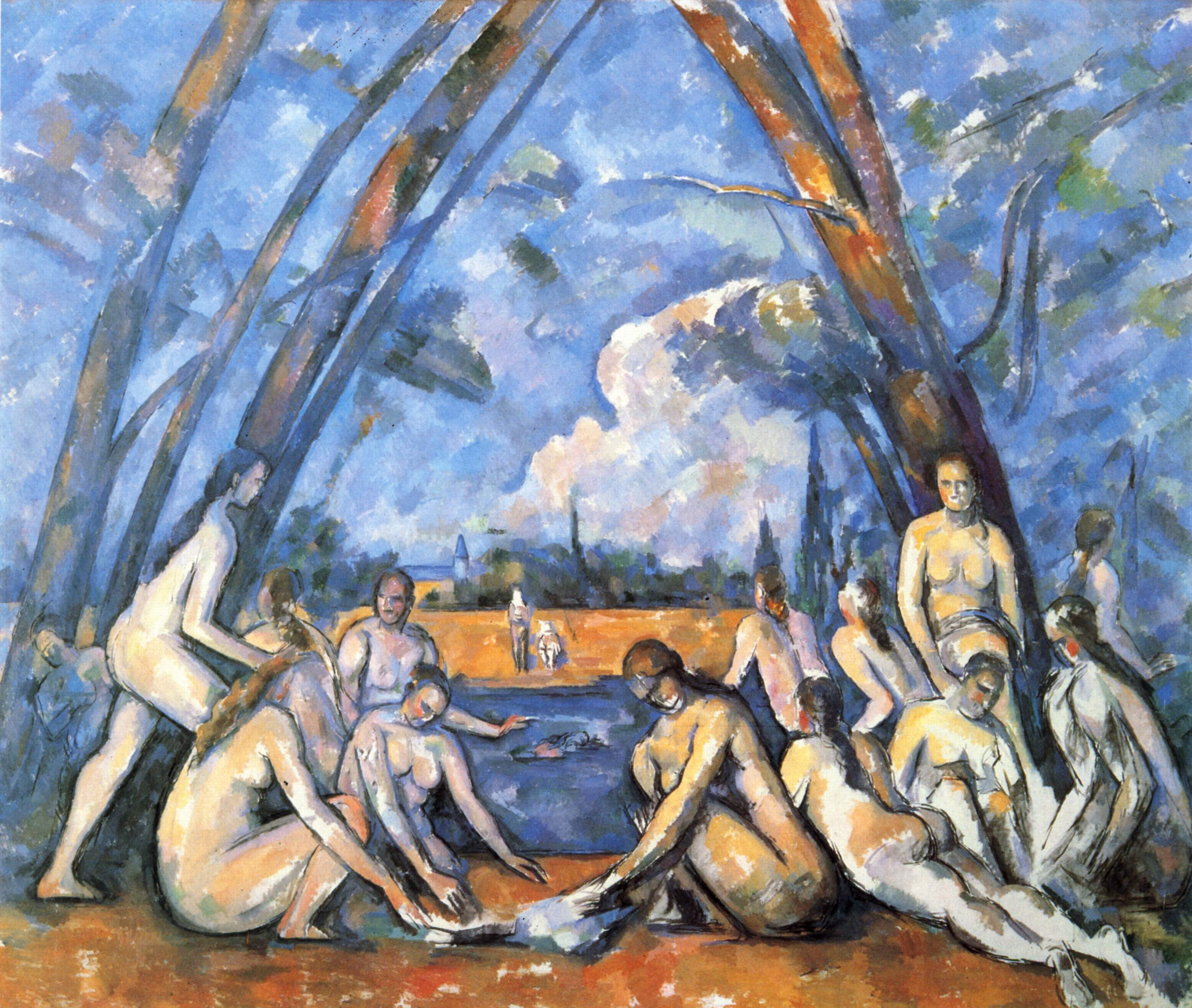
Les grandes baigneuses, 1906

În artă, realismul și romantismul de la începutul secolului au lăsat mai apoi loc impresionismului și postimpresionismului în a doua jumătate a secolului, Parisul fiind capitala mondială a artei. În America școala de pe râul Hudson era proeminentă. Nume importante din pictura secolului al XIX-lea includ: Paul Cezanne (Franța, postimpresionism), Eugène Delacroix (Franța, romantism), Paul Gauguin (Franța, postimpresionism, pictor), Vincent van Gogh (Țările de Jos, postimpresionism), Claude Monet (Franța, realism, impresionism), Renoir (Franța, impresionism), Rodin (Franța, modernism, sculptor).

## Muzică

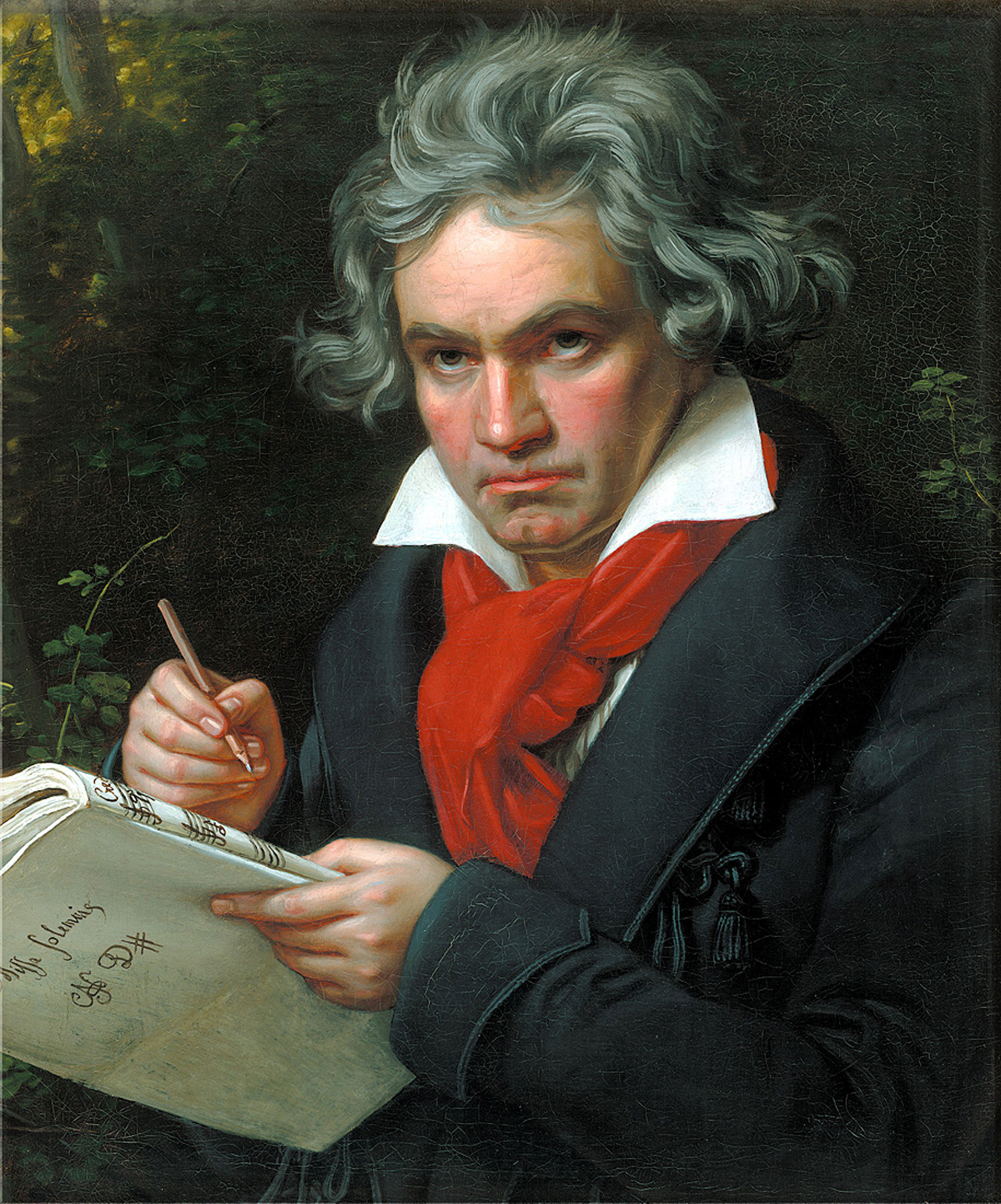
Ludwig van Beethoven, pictură în ulei Joseph Karl Stieler (1820)

Forma sonatei s-a maturizat în timpul epocii clasice pentru a deveni principala formă de compoziție instrumentală pe tot parcursul secolului al XIX-lea. O mare parte din muzica din secolul al XIX-lea a fost menționată ca fiind în stil romantic. Mulți mari compozitori au trăit în această epocă, din care îi putem enumera pe Ludwig van Beethoven (Germania, Clasic, Romantic), Georges Bizet (Franța, romantic), Brahms (Germania, romantic), Frédéric Chopin (Polonia, romantic) Franz Liszt (Ungaria), Niccolò Paganini (Italian), Franz Schubert (Austria), Piotr Ilici Ceaikovski (Rusia, romantic) Giuseppe Verdi (Italia, romantic), Richard Wagner (Germania, clasic).

## Literatură

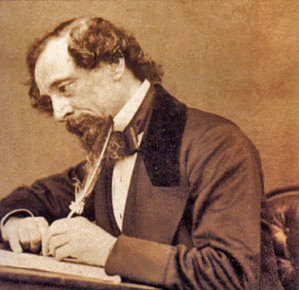
Charles Dickens

Pe frontul literar, noul secol este deschis de romantism, o mișcare care s-a răspândit în Europa ca reacție a raționalismului din secolul al XVIII-lea și se dezvoltă, mai mult sau mai puțin, de-a lungul liniilor revoluției industriale, cu tendința de a reacționa împotriva schimbărilor dramatice asupra naturii cauzate de motorul cu aburi și de calea ferată. William Wordsworth și Samuel Taylor Coleridge sunt considerați inițiatorii noii școli din Anglia, în timp ce pe continent curentul german Sturm und Drang (Furtună și Stres) își răspândește influența până în Italia și Spania.
Arta franceză fusese îngreunată de războaiele napoleoniene, dar ulterior s-a dezvoltat rapid, începând modernismul.
Frații Goncourts și Emile Zola în Franța și Giovanni Verga în Italia, produc unele dintre cele mai bune romane naturaliste. Romanele naturalistului italian sunt importante îndeosebi deoarece dau o hartă socială a Italiei unificate pentru un popor care, până atunci, fusese abia conștient de diversitatea etnică și culturală. Pe 21 februarie 1848, Karl Marx și Friedrich Engels publică Manifestul comunist.
Literatura a prosperat în secolul al XIX-lea. Unii dintre cele mai renumiți  scriitori îi includ pe rușii Lev Tolstoi, Anton Cehov și Fiodor Dostoievski; englezii Charles Dickens, John Keats, și Jane Austen; scoțianul Sir Walter Scott; irlandezul Oscar Wilde; americanii Edgar Allan Poe, Ralph Waldo Emerson și Mark Twain, și francezii Victor Hugo, Honoré de Balzac, Jules Verne și Charles Baudelaire.

## Știință

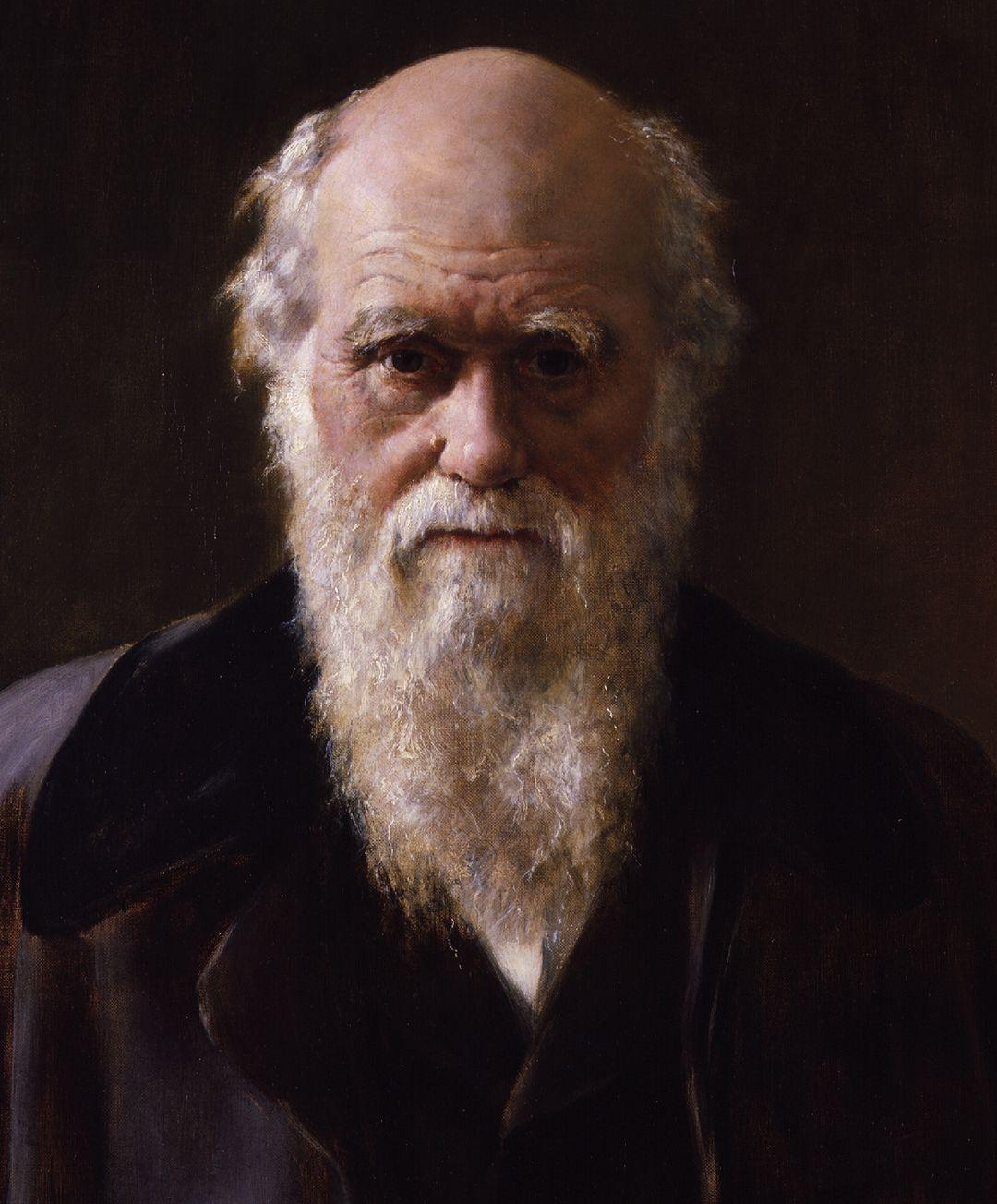
Charles Darwin

Secolul al XIX-lea a dat naștere științei ca profesie. Termenul "om de știință" a fost inventat în 1833 de către William Whewell. Printre ideile cel mai influente din acest secol au fost cele ale lui Charles Darwin, care în 1859 a publicat cartea Originea speciilor, ce a introdus ideea de evoluție prin selecție naturală. Louis Pasteur a conceput primul vaccin împotriva rabiei, și a făcut, de asemenea, multe descoperiri în domeniul chimiei, inclusiv asimetria de cristale. Thomas Alva Edison a dat lumii un bec practic ce putea fi folosit în viața de zi cu zi. Karl Weierstrass împreună cu alți matematicieni au  aritmetizat analiza. Dar cel mai important pas în știință, pentru acest moment, a fost ideile formulate de către Michael Faraday și de James Clerk Maxwell. Munca lor a schimbat fața fizici și a făcut posibil ca noua tehnologie să devină realitate.
Se pot adăuga ca trăsături principale ale acestui secol și perfecționarea învățământului, eforturile pentru  reducerea analfabetismului, constituirea de  asociații culturale, academii naționale, manifestările expoziționale și preocuparea pentru urbanism ce a permis avântul arhitecturii.
Astfel, secolul al XIX-lea reprezintă unul de mare însemnătate pentru cultură și a lăsat o moștenire bogată secolelor ce-i vor urma.

## Evenimente
- 1804: Francisc al II-lea fondează Imperiul Austriac
- 1806: Sfântul Imperiu Roman este dizolvat ca o consecință a Tratatului de la Lunéville
- 1808-09: Rusia cucerește Finlanda de la Suedia
- 1809:  Este fondată Universitatea din Berlin și deschisă în 1810
- 1812-15: Războiul din 1812 dintre Statele Unite și Marea Britanie
- 1815 - Congresul de la Viena redesenează harta Europei
- Napoleon cucerește o mare parte a Europei, dar este în cele din urmă înfrânt (1814). Mai sigur, 18 iunie 1815, în bătălia de la Waterloo
- 1816: Anul 1816 este cunoscut drept "Anul fără vară"
- 1819: Simon Bolivar proclamă, la congresul de la Angostura, republica Marea Columbie, alcătuită din Columbia și Venezuela, la care se va adăuga Ecuador în 1821.
- 1821: Mișcarea revoluționară din Țara Românească condusă de Tudor Vladimirescu
- 1821-27: Grecia devine independentă față de Imperiul Otoman după Războiul Grec de Independență
- 1825: Răscoala decembriștilor. Un grup de ofițeri din armata țarului care încearcă să-l îndepărteze pe țarul Nicolae I
- 1834: Sfârșitul Inchiziției Spaniole
- 1848: Revoluții în Europa
- 1854-56: Războiul Crimeii dintre Marea Britanie, Franța, Imperiul Otoman pe de o parte și Rusia pe de altă parte
- 1856: Prima rafinărie de petrol din lume se deschide în România
- 1859: Cele două principate române, Moldova și Țara Românească, se unesc sub același domnitor, Alexandru Ioan Cuza
- 1859: Charles Darwin revoluționează biologia cu a sa teorie a evoluției
- 1861: Italia a devenit republică
- 1861-65: Războiul Civil American
- 1870-71: Războiul franco-prusac
- 1871: Otto von Bismarck a format Imperiul German și a devenit primul cancelar al Germaniei
- 1877: Principatele Unite își proclamă independența, sub conducerea domnitorului Carol I
- 1878: Tratatul de la San Stefano a confirmat independența României, Serbiei și Muntenegrului
- 1879-84: Războiul din Pacific dintre Peru, Bolivia și Chile
- 1885: Unificarea Bulgariei

### Imperiul lui Napoleon
- 1801-Tratatul de la Lunéville
- 1802-Napoleon devine consul pe viață
- 1802-Înființarea Legiunii de onoare
- 1803-Tentativa de asasinare a lui Napoleon
- 1804-Napoleon este încoronat împărat
- 1804-Codul Civil a lui Napoleon
- 1804-Execuția ducelui de Enghien
- 1805-Bătălia de la Trafalgar
- 1805-Bătălia celor trei împărați de la Austerlitz
- 1805-Tratatul de la Pressburg
- 1806-Execuția lui Johann Phillipp Palm
- 1806-Impunerea blocadei economice continentale
- 1806-Bătălia simultană de la Jena și Auerstaedt
- 1807-Tratatul de la Tilsit
- 1809-Bătălia de la Wagram
- 1810-Răscoala de la Tirol
- 1812-Napoleon invadează Austria
- 1812-Bătălia de la Borodino

### Dezmembrarea Sfântului Imperiu Roman
- 1803-Criza finală a Dietei imperiale
- 1806-Bavaria și Württemberg devin regate
- 1806-Baden, Hesen-Darmstadt și Berg devin ducate
- 1806-Războiul celei de-a Patra Coaliții
- 1806-Abdicarea Sfântului Împărat Roman
- 1806-Bătăliile de la Jena și Auerstaedt
- 1806-Pacea de la Posen
- 1807-Bătălia de la Eylau
- 1807-Friedland învinge Imperiul Rus
- 1807-Pacea de la Tilsit

### Razboaiele Napoleoniene
- 1812-Convenția de la Tauroggen
- 1813-Tratatul de la Kalisz
- 1813-Declarația de război Franței
- 1813-Bătălia Națiunilor de la Leipzig
- 1814-Ocuparea Parisului
- 1814-Abdicarea lui Napoleon. Este exilat pe Insula Elba
- 1814-Primul tratat de la Paris
- 1814-1815-Congresul de la Viena
- 1815-Napoleon ajunge la Cannes
- 1815-Semnarea Actului Confederației
- 1815-Bătălia de la Waterloo: Napoleon este înfrânt și este exilat pe insula Sf. Elena
- 1821-Napoleon moare

### Epoca post-napoleoniana
- 1814-Începutul Congresului de la Viena
- 1815-Înființarea Confederației Germane
- 1815-Înființarea societăților germane de duel ale studenților
- 1815-Semnarea Sfintei Alianțe
- 1817-Festivalul de la Wartburg
- 1819-Decretele de la Karlsbad interzic societățile de duel
- 1820-Actul Confederației devine legea de baza a Confederației Germane
- 1827-Bătălia de la Navarino
- 1830-Revoluția din Iulie de la Paris
- 1830-Carol al X-lea abdică

### Revoluțiile din 1848 în Europa
- februarie - Întrunirile Banchetelor Reformei, declarate în afara legii în Franța
- Insurecția din Paris, Ludovic-Filip abdică
- martie - Revolte în Austria, Boemia, Ungaria și Italia
- Lupte de strada în Berlin
- Revoluția Română
- mai - Adunarea Națională Germană
- iunie - Răscoalele muncitorilor din Paris
- noiembrie - Înfrângerea insurecției de la Roma
- decembrie - Napoleon al III-lea este ales președinte al Franței și, ulterior, este încoronat împărat

### Statele germane: Austria și Prusia
- 1807-Edictul de reforma prusac
- 1809-Școli de gramatică înființate în Prusia
- 1810-Universitatea Frederic Wilhelm înființată la Berlin
- 1813-Școala militară fondată la Berlin
- 1813-Mobilizarea militară introdusă în Prusia
- 1815-Aprobarea actului Confederației
- 1815-Congresul de la Viena
- 1817-Festivalul de la Wartburg
- 1819-Decretele de la Karlsbad
- 1820-Constituirea Confederației Germane
- 1832-Festivalul de la Hambach
- 1833-Atacul asupra poliției din Frankfurt
- 1837-Cei șapte de la Gottingen sunt expulzați din Universitate
- 1848-Primul Congres Slav de la Praga
- 1848-Cancelarul austriac, Klemens Wenzel von Metternich, demisionează
- 1848-Ferdinand I abdică
- 1849-Introducerea Sistemului Bach
- 1850-Restaurarea Confederației Germane
- 1851-Decretul de Anul Nou respinge constituția
- 1852-Formarea Partidului Central
- 1855-Concordatul
- 1857-Criza economică
- 1861-Manifestul din februarie
- 1862-Bismarck devine cancelar al Prusiei
- 1863-Dieta prinților de la Frankfurt
- 1864-Războiul cu Danemarca pentru Schleswig și Holstein
- 1866-Războiul de 7 săptămâni
- 1866-Tratatul de la Praga
- 1870-Bătălia de la Sedan

### Austro-Ungaria
- 1866-Războiul german
- 1867-Uniunea personală a Ungariei și Austriei
- 1867-Proclamarea constituției
- 1875-1890: Maghiarizarea din Ungaria
- 1879-Dubla alianță
- 1880-Ceha este declarată limba oficială în Boemia
- 1882-Înființarea Universității de la Praga
- 1882-Tripla Alianță
- 1883-Majoritatea cehă în Parlamentul provincial

### Imperiul German
- 1871-Wilhelm I este proclamat împărat german
- 1871-Constituirea Reichului
- 1873-Prăbușirea Bursei vieneze
- 1873-Lupta celor Trei împărați
- 1878-Abolirea social-democrației
- 1878-Congresul de la Berlin
- 1879-Dubla alianță cu Austria
- 1881-Reînnoirea Ligii celor trei Împărați
- 1882-Tripla Alianță
- 1883-1889-Liga securității sociale
- 1887-Alianța Mediteraneană
- 1887-Tratatul de reasigurare cu Rusia
- 1888-Wilhelm al II-lea este proclamat kaiser
- 1890-Bismarck este demis
- 1890-Leo von Caprivi devine cancelar al Imperiului German
- 1890-Expirarea tratatului de reasigurare
- 1890-Expirarea legii antisocialiste
- 1890-1891-Legi de protecție a muncitorilor
- 1894-Alianța franco-rusă
- 1896-Telegrama Kruger
- 1898-Începutul programului de dezvoltare navală

### Franța post-Napoleon
- 1814-La charte constitutionelle⁠(en)[traduceți]
- 1818-Congresul de la Aachen
- 1824-Carol al X-lea devine rege al Franței și al Navarrei
- 1830-Revoluția din Iulie
- 1830-Carol al X-lea abdică
- 1830-Ludovic-Filip devine rege al Franței până în 1848
- 1831-Răscoala țesătorilor din Lyon
- 1834-Anexarea Algeriei
- 1847-Cucerirea Algeriei
- 1848-Revoluția din februarie
- 1848-Răscoala din Iunie de la Paris
- 1848-Adoptarea noii constituții
- 1848-Napoleon al III-lea este ales președinte al Franței și, ulterior, este încoronat ca împărat
- 1859-Războiul Franco-Sardinian
- 1859-Bătălia de la Solferino
- 1870-Al Doilea Imperiu Francez
- 1870-1871-Războiul franco-prusac
- 1871-Adolphe Thiers devine prim-ministru
- 1871-Comuna din Paris
- 1875-Proclamarea celei de-A Treia Republică Franceză
- 1890-1906-Afacerea Dreyfus
- 1892-1893-Scandalul Panama

### Marea Britanie
- 1802-Se aproba Legea fabricărilor
- 1815-Legea cerealelor
- 1819-Interzicerea muncii copiilor în fabricile de bumbac
- 1819-Masacrul de la Peterloo
- 1824-Introducerea dreptului la grevă
- 1824-Aprobarea decretului de degrevare romano-catolic
- 1832-Proiect de reformă
- 1835-Legea corporațiilor municipale
- 1837-Carta poporului
- 1837-Incoronarea reginei Victoria
- 1838-Înființarea Ligii împotriva legii cerealelor
- 1839-Raportul Durham
- 1839-1842-Războiul Opiului
- 1844-Lansarea Mișcării Cooperatiste
- 1845-1849-Foametea în Irlanda
- 1846-Scindarea Partidului conservator
- 1851-Expoziția Universală de la Londra
- 1858-Răscoala Sipailor
- 1868-Congresul sindicatelor
- 1862-Egiptul devine protectoratul britanic
- 1887-Confederația colonială
- 1889-Greva docherilor din Londra
- 1898-Criza din Fashoda
- 1900-Fondarea Partidului Laburist

### Țările de Jos
- 1815-Willem I este încoronat rege al Țărilor de Jos
- 1830-Revoltă la Bruxelles
- 1830-Revoluția din Septembrie din Belgia
- 1830-Belgia își declară independența
- 1831-Constituția liberală în Belgia
- 1867-Conferința de la Londra
- 1885-Conferința Congoului de la Berlin
- 1890-Luxemburg obține independența
- 1890-Wilhelmina a Țărilor de Jos devine regină a Țărilor de Jos

### Italia
- 1849-Proclamarea republicii romane
- 1859-Bătălia de la Solferino
- 1860-Expediția celor O Mie condusă de Giuseppe Garibaldi
- 1870-Roma este ocupată de trupele italiene
- 1871-Roma devine capitala oficială a Italiei
- 1878-Se înființează organizația Italia Irredenta
- 1892-Înființarea primului partid socialist italian
- 1896-Războiul împotriva Absiniei
- 1900-Asasinarea regelui Umberto I

### Portugalia și Spania
- 1822-Independența Braziliei
- 1828-Independența Uruguayului
- 1834-Maria a II-a revine la tron
- 1846-1847:Revolta populară
- 1847-1874:Războaiele carliste
- 1876-Noua Constituție în Spania
- 1892-Falimentarea Portugaliei
- 1895-Răscoala din Cuba
- 1898-Războiul hispano-american

### Scandinavia
- 1814-Tratatul de la Kiel
- 1815-Norvegia a obținut administarea proprie
- 1821-Desființarea marii nobilimi
- 1848-1850-Primul Război Germano-Danez
- 1864-Al Doilea Război Germano-Danez
- 1898-Sufragiul universal în Norvegia
- 1899-Manifestul din Februarie

### Rusia
- 1806-1812-Războiul Ruso-Turc
- 1807-Tratatul de la Tilsit
- 1813-Războiul cu Persia
- 1825-Răscoala decembriștilor
- 1829-Tratatul de la Adrianopol
- 1830-Răscoala din Polonia
- 1853-1856-Războiul Crimeii
- 1854-Începutul asediului Sevastopolului
- 1855-Cucerirea Sevastopolului
- 1856-Tratatul de la Paris
- 1863-Răscoala din Polonia
- 1861-Abolirea iobagiei
- 1864-Introducerea serviciului militar obligatoriu
- 1867-Alaska este vânduta Statelor Unite
- 1876-Răscoala sârbilor și muntenegrilor
- 1877-Al optulea război ruso-turc
- 1878-Tratatul de la San Stefano
- 1878-Tratatul de la Berlin

### Balcani
- 1821-Răscoală condusă de Alexandru Ipsilanti Eteristul
- 1827-Bătălia de la Navarino
- 1828-1829-Războiul ruso-turc
- 1833-Otto de Bavaria devine rege al Greciei
- 1859-Unirea Țării Românești cu Moldova
- 1885-Serbia declară război Bulgariei

### Imperiul Otoman
- 1826-Desființarea corpului ienicerilor
- 1829-Grecia își câștigă independența
- 1830-Franța ocupă Algeria
- 1841-Egiptul își câștigă independența
- 1875-Imperiul Otoman dă faliment
- 1877-Crearea Parlamentului
- 1875-1878:Criza din Balcani
- 1881-Tunisia devine protectorat francez
- 1896-Răscoala și masacrul din Armenia

### Egipt
- 1803-Retragerea francezilor din Egipt
- 1811-Sfârșitul dominației mamelucilor
- 1827-Bătălia navală de la Navarino
- 1839-Pierderea Siriei
- 1854-Concesionarea construirii Canalului Suez
- 1881-Răscoala lui Arabi-Pașa
- 1881-Răscoala lui Al-Mahdi
- 1882-Britanicii ocupă zona canalului

### Persia și Afghanistan
- 1813-Tratatul de la Golstan
- 1826-Cucerirea Kabulului
- 1828-Tratatul de la Turkmanchay
- 1838-1842:Primul Război Anglo-Afgan
- 1852-Tentativa de asasinare a lui Nasir ad-Din Shah Qajar
- 1855-Tratatul de la Peshawar
- 1878-1880-Al Doilea Război Anglo-Afgan
- 1893-Tratatul de la Durand

### India
- 1849-Anexarea Punjabului de către britanici
- 1857-1858-Răscoala șipailor
- 1858-Este desființată Compania Indiilor Orientale
- 1858-Britanicii ocupă India
- 1877-Regina Victoria devine Împărăteasă a Indiei
- 1885-Înființarea Congresului Național Indian

### China
- 1839-1842-Primul Război al Opiului
- 1842-Tratatul de la Nanking
- 1851-Răscoala de la Taiping
- 1856-1860:Al Doilea Război al Opiului
- 1858:Tratatul de la Tianjin
- 1864-1878:Răscoalele musulmanilor din Yunnan
- 1860-Tratatul de la Beijing
- 1865-Imperiul Turc Musulman la Sinkiang
- 1884-1885-Războiul Sino-Francez
- 1894-1895-Războiul Sino-Japonez
- 1900-Ocuparea Beijingului

### Japonia
- 1854-Tratatul de la Kanagawa
- 1863-Atac european la Kagoshima
- 1864-Atac european la Shimonoseki
- 1868-Ocuparea palatului imperial de la Kyoto
- 1871-Abolirea structurii feudale
- 1877-Desființarea samurailor
- 1877-Revolta de la Satsuma
- 1895-Tratatul de la Shimonoseki

### Asia de Sud-Est
- 1802-Înlăturarea dinastiei Tay Son de Nguyen Anh
- 1824-Primul război anglo-birmanez
- 1845-Acordul dintre Siam și Vietnam
- 1855-Tratatul de supunere a Birmaniei
- 1863-Stabilirea Protectoratului Franței asupra Cambodgiei
- 1867-Francezii cuceresc Cambodgia
- 1868-1910-Domnia lui Somdetch Phra Paramindr Maha Chulalongkorn
- 1895-Birmania devine colonie britanică
- 1885-Pierderea zonei de est a Mekongului

### Africa
- 1814-1815:Comerțul de sclavi este interzis la Congresul de la Viena
- 1822:Întemeierea Liberiei
- 1828-Asasinarea regelui Shaka Zulu
- 1838-Marea Migrație a burilor
- 1839-Înființarea Republicii Natal
- 1847-Independența Liberiei
- 1853-Reinfiintarea Imperiului Abisiniei
- 1869-Deschiderea canalului suez
- 1877-Anexarea Transvaalului de către britanici
- 1878-Belgienii înființează statul liber Congo
- 1881-Franța anexează Tunisia
- 1884-1885:Conferința de la Berlin
- 1891-Togo și Camerunul sunt colonizate de germani
- 1896-Bătălia de la Aduwa
- 1896-Pacea de la Addis Abeba
- 1898-Criza Fashoda
- 1899-Războiul Burilor

### Statele Unite ale Americii
- 1801-Thomas Jefferson devine al treilea președinte
- 1803-Achiziția Louisianei
- 1812-SUA declară război Angliei
- 1823-Doctrina Monroe
- 1829-Andrew Jackson devine președinte
- 1830-Actul de strămutare a amerindienilor
- 1836-Independența Texasului
- 1845-James K. Polk devine președinte
- 1845-Texasul este admis
- 1846-1848-Războiul Mexicano-American
- 1848-Tratatul de la Oregon
- 1860-Abraham Lincoln este ales președinte
- 1860-Carolina de Sud iese din uniune
- 1861-Izbucnirea Războiului de Secesiune
- 1861-Jefferson Davis devine președintele Statelor Confederate ale Americii
- 1863-Bătălia de la Gettysburg
- 1865-Lincoln este asasinat
- 1865-Sfârșitul Războiului de Secesiune
- 1865-Eliberarea sclavilor
- 1865-Înființarea Ku Klux Klan-ului
- 1869-Terminarea căii ferate transcontinentale
- 1870-Înființarea Standard Oil Company
- 1873-Dezvoltarea industriei oțelului
- 1886-Rebeliunea din piața Haymarket
- 1890-1897-Mărirea taxelor vamale de import cu 50%
- 1890-Masacrul de la Wounded Knee
- 1898-Declarația de război Spaniei

### America Latină
- 1816-Provinciile Unite Rio de la Plata
- 1817-Bătălia de la Chacabuco
- 1817-Independența Venezuelei
- 1818-Chile obține independența
- 1819-Înființarea Gran Columbiei
- 1821-Peru obține independența
- 1824-Bătăliile de la Junin și Ayacucho
- 1828-Santa Cruz preia puterea
- 1830-Declinul Gran Columbei
- 1831-Guvernarea lui Prieto în Chile
- 1852-Căderea dictaturii lui Rosas în Argentina
- 1879-1880-Cucerirea deșertului
- 1881-Ocupația chiliană a Limei
- 1879-1883-Războiul Salpetrului
- 1883-Tratatul de la Ancon

### Mexic și Brazilia
- 1810-Începe lupta pentru independența în Mexic
- 1821-Declarația oficială de independență a Mexicului
- 1825-1827:Războiul dintre Brazilia și Argentina
- 1825-Independența Braziliei
- 1828-Pacea de la Montevideo
- 1840-1848:Războiul dintre Statele Unite și Mexic
- 1848-Tratatul de la Guadalupe Hidalg
- 1864-Maximilian I este încoronat împărat al Mexicului
- 1867-Maximilian I al Mexicului este executat
- 1876-Lovitura de stat a lui Porfirio Díaz
- 1888-Sclavia este abolită în Brazilia
- 1889-Brazilia devine republică

## Oameni importanți
- Carol I, domnitor și primul rege al României din dinastia Hohenzollern-Sigmaringen
- Pierre Curie, fizician francez, pionier în studiul radioactivității
- Ion Luca Caragiale, scriitor, poet, dramaturg, nuvelist, director de teatru, comentator politic și ziarist român
- Charles Baudelaire, poet francez
- Ludwig van Beethoven, compozitor german
- Titu Maiorescu, critic român
- Otto von Bismarck, cancelar al Germaniei
- Napoleon Bonaparte, împărat al Franței
- Johannes Brahms, compozitor german
- Charles Darwin, biolog englez
- Charles Dickens, scriitor englez
- Fiodor Dostoievski, scriitor rus
- Mihai Eminescu, poet român
- Johann Wolfgang von Goethe, scriitor german
- Thomas Alva Edison, inventator american
- Vincent van Gogh, pictor neerlandez
- Georg Wilhelm Friedrich Hegel, filosof german
- Victor Hugo, scriitor francez
- Ion Creangă, scriitor român
- Søren Kierkegaard, filosof danez
- Karl Marx, filosof german
- John Stuart Mill, filosof englez
- Friedrich Nietzsche, filosof german
- Nicolae Bălcescu, istoric, scriitor, revoluționar român
- Louis Pasteur, biolog francez
- Edgar Allan Poe, poet american
- Arthur Schopenhauer, filosof german
- Lev Tolstoi, scriitor rus
- Giuseppe Verdi, compozitor italian
- Jules Verne, scriitor francez
- Richard Wagner, compozitor german
- Walt Whitman, poet american
- Oscar Wilde, scriitor englez
- Nicolae Iorga, istoric român
- Franz Kolb, inventator de plastilina
- Otto Lilienthal, pionier al aviației, german
- Alexandru al II-lea, împărat al Rusiei, rege al Poloniei
- Clara Barton, asistentă medicală, pionier al Crucii Rosii americane
- Sitting Bull, un lider de Lakota
- John Burroughs, naturalist, conservator, scriitor
- Benito Juárez, președintele mexican
- Davy Crockett, regele a frontierei sălbatic , erou popular , Frontiersman , soldat și politician
- Jefferson Davis, președintele Statelor Confederate
- William Gilbert Grace, englez cricket
- Baronul Haussmann, civică Planificatorul
- Franz Joseph I al Austriei, împărat al Austriei și fratele împăratului mexican
- Șef Joseph, un lider de Nez Perce
- Ned Kelly, erou popular australian și haiduc
- Elizabeth Kenny, asistentă australiană, a găsit un tratament inovator de poliomielita
- Korosi Csoma Sándor, explorator al culturii tibetane
- Abraham Lincoln, președintele Statelor Unite
- Fitz Hugh Ludlow, scriitor și explorator
- John Muir, naturalist, scriitor și preservationist
- Florence Nightingale, asistentă medicală, pionier
- Napoleon I, prim-consul și împărat francez
- Charles Stewart Parnell, lider politic irlandez
- Commodore Perry, comandant US Naval
- José Rizal, filipinez polymath, medic, romancier naționalist, eliberator și poet
- Sacagawea, consilier important pentru Lewis & Clark
- Ignaz Semmelweis, adept al practicilor de igienă
- Dr. John Snow, fondatorul de epidemiologie
- Fred Spofforth, jucător australian de cricket
- Victoria I, regină a Regatului Unit
- William Wilberforce, aboliționist și filantrop
- Hong Xiuquan, inspirat din China Revolta Taiping, poate cel mai sângeros război civil din istoria omenirii
- Karl Marx, a scris Manifestul Comunist
- Nikola Karev comandant și lider al Revoltei Ilinden otoman în Macedonia
- Phineas Taylor Barnum, om de afaceri american
- David Belasco, actor, dramaturg și producător de teatru
- Sarah Bernhardt, actriță
- Edwin Booth, actor
- Dion Boucicault, dramaturg
- Doamna Patrick Campbell, actriță
- Anton Cehov, dramaturg
- Buffalo Bill Cody
- Baptiste Deburau
- Serghei Diaghilev, critic de artă, impresar de balet, fondator de Mir iskusstva și Ballets Russes
- Eleonora Duse, actriță
- Henrik Ibsen, dramaturg
- Edmund Kean, actor
- Charles Kean, actor
- Lillie Langtry, actriță, monden
- Frederick Lemaître, actor
- Jenny Lind, cântăreață de operă numită Nightingale suedez
- Celeste Mogador, dansator
- Lola Montez, dansatoare exotice
- Adelaide Neilson , actriță
- Vladimir Nemirovich-Danchenko, dramaturg, regizor de teatru, co-fondator al Teatrului Artă din Moscova
- Annie Oakley
- Alexander Ostrovski, dramaturg
- Lillian Russell, cântăreață și actriță
- George Bernard Shaw, dramaturg
- Constantin Stanislavski, actor, regizor de teatru, co-fondator al Teatrului Artă din Moscova
- Edward Askew Sothern, actor
- Ellen Terry, actriță
- Maria Yermolova, actriță
- Cap Anson, jucătorul de baseball
- Gentleman Jim Corbett, boxer la categoria grea
- Big Ed Delahanty, jucător de baseball
- Bob Fitzsimmons, boxer la categoria grea
- PUD Galvin, jucător de baseball
- Dr. William Gilbert
- Peter Jackson, boxer la categoria grea
- James J. Jeffries, boxer la categoria grea
- Ivan Poddubny
- Vechi Hoss Radbourn, jucător de baseball
- Tom Sharkey, boxer la categoria grea
- John L. Sullivan, boxer la categoria grea
- John Montgomery Ward, jucător de baseball
- Evangelis Zappas, fondator Internațional al Jocurile Olimpice Moderne
- John Jacob Astor III
- Andrew Carnegie, industriaș și filantrop
- Jay Cooke
- Henry Clay Frick, industriaș și colecționar de artă
- Jay Gould, dezvoltator de cale ferată
- Meyer Guggenheim
- Daniel Guggenheim
- EH Harriman
- O. Henry Havemeyer
- George Hearst
- James J. Hill
- Savva Mamontov, industriaș și filantrop
- Andrew W. Mellon, industriaș, filantrop și colecționar de artă
- JP Morgan
- Savva Morozov, om de afaceri și filantrop
- George Mortimer Pullman
- Ludvig Nobel
- Charles Pratt, fondator al Institutului Pratt
- Cecil Rhodes
- John D. Rockefeller
- Levi Strauss, producător de îmbrăcăminte
- Pavel Tretiakov, om de afaceri, colecționar de artă, filantrop, fondator al Galeria Tretiakov
- Cornelius Vanderbilt
- Nikolay Vtorov, industriaș, bancher, cel mai bogat om din Imperiul Rus
- William Chapman Ralston, om de afaceri, finantator, fondatorul Bank din California
- William Bonney, haiduc
- John Wilkes Booth
- James Bowie
- Jim Bridger
- John Brown
- Kit Carson
- Cochise
- George Armstrong Custer
- Wyatt Earp
- Pat Garrett
- Charles J. Guiteau
- Jack Ripper, criminal în serie a cărei identitate rămâne necunoscută
- Geronimo
- Wild Bill Hickock
- Doc Holliday
- Crazy Horse
- Ignacy Hryniewiecki , asasinul țarului Alexandru al II-lea al Rusiei
- Frank James
- Jesse James
- Calamity Jane
- Bat Masterson
- Allan Pinkerton, spion, a fondat agenția Pinkerton, agenție de detectivi în Statele Unite ale Americii
- William Poole
- Belle Starr
- Nat Turner
- Charles Darwin
- Churchill Babington
- Adolph Francis Alphonse Bandelier
- Franz Boas
- Charles Étienne Brasseur de Bourbourg
- Louis Agassiz Fuertes
- George Bird Grinnell
- Joseph LeConte
- Nicholai Miklukho-Maklai
- Clinton Hart Merriam
- Lewis H. Morgan
- Etienne Jules Joseph Quicherat
- Robert Ridgway
- Edward Burnett Tylor
- Karl Verner
- Roald Amundsen
- Samuel Baker
- Thomas Baines
- Heinrich Barth
- Henry Walter Bates
- Faddey Bellingshausen
- Jim Bridger
- Richard Francis Burton
- Lewis & Clark
- Frederick Samuel Dellenbaugh
- Percy Fawcett
- Vladimir Gilyarovsky
- Horace Greeley
- Peter Jones
- Adoniram Judson
- Sir John Kirk
- Sir Joseph Dalton Hooker
- Sir William Jackson Hooker
- Otto von Kotzebue
- Piotr Kozlov
- Mikhail Lazarev
- Meriwether Lewis
- David Livingstone
- Stepan Makarov
- Thomas Nast
- Robert Peary
- Marcelo H. del Pilar
- Nikolai Przhevalsky
- Frederick Selous
- Piotr Semyonov-Tyan-Shansky
- John Hanning Speke
- Henry M. Stanley
- John Stuart McDouall
- John L. O'Sullivan
- Chokan Valikhanov
- Ferdinand von Wrangel
- Ottomar Anschütz
- Matthew Brady
- Edward S. Curtis
- Louis Daguerre
- Thomas Eakins
- George Eastman
- Hercule Florența
- Auguste și Louis Lumiere
- Étienne-Jules Marey
- Eadweard Muybridge
- Nadar aka Gaspard-Félix Tournachon
- Nicéphore Niépce
- Louis Le Prince
- Serghei Prokudin-Gorsky
- William Fox Talbot
- Ivan Aivazovsky
- Carl Auer von Welsbach, om de știință, inventator și antreprenor austriac.
- Leon Bakst
- Albert Bierstadt
- William Blake
- Arnold Bocklin
- Rosa bonheur
- Mary Cassatt
- Camille Claudel
- Paul Cézanne
- Frederic Edwin Biserica
- Thomas Cole
- John Constable
- Camille Corot
- Gustave Courbet
- Honoré Daumier
- Edgar Degas
- Eugène Delacroix
- Thomas Eakins
- Caspar David Friedrich
- Paul Gauguin
- Théodore Géricault
- Vincent van Gogh
- Francisco Goya
- Ando Hiroshige
- Hokusai
- Winslow Homer
- Jean Auguste Dominique Ingres
- Isaac Levitan
- Edouard Manet
- Claude Monet
- Gustave Moreau
- Berthe Morisot
- Edvard Munch
- Mikhail Nesterov
- Camille Pissarro
- Pierre-Auguste Renoir
- Ilya Repin
- Auguste Rodin
- Albert Pinkham Ryder
- John Singer Sargent
- Valentin Serov
- Georges Seurat
- Ivan Shishkin
- Vasily Surikov
- James Tissot
- Henri de Toulouse-Lautrec
- Joseph Mallord William Turner
- Viktor Vasnetsov
- Mikhail Vrubel
- James Abbott McNeill Whistler
- Tsukioka Yoshitoshi
- Mily Balakirev
- Ludwig van Beethoven
- Hector Berlioz
- Georges Bizet
- Alexander Borodin
- Johannes Brahms
- Anton Bruckner
- Frédéric Chopin
- Claude Debussy
- Antonín Dvořák
- Mikhail Glinka
- Edvard Grieg
- Scott Joplin
- Gustav Mahler
- Franz Liszt
- Felix Mendelssohn
- Modest Mussorgsky
- Jacques Offenbach
- Niccolò Paganini
- Nikolai Rimsky-Korsakov
- Anton Rubinstein
- Camille Saint-Saëns
- Antonio Salieri
- Franz Schubert
- Robert Schumann
- Gilbert and Sullivan
- Piotr Ilyich Tchaikovsky
- Giuseppe Verdi
- Richard Wagner
- Leopoldo Alas
- Hans Christian Andersen
- Machado de Assis
- Jane Austen
- Gertrudis Gómez de Avellaneda
- Gustavo Adolfo Bécquer
- Elizabeth Barret Browning
- Anne Brontë
- Charlotte Brontë
- Emily Brontë
- Georg Büchner
- Ivan Bunin
- Lord Byron
- Rosalía de Castro
- François-René de Chateaubriand
- Anton Chekhov
- Kate Chopin
- Samuel Taylor Coleridge
- James Fenimore Cooper
- Stephen Crane
- Eduard Douwes Dekker
- Emily Dickinson
- Charles Dickens
- Arthur Conan Doyle
- Alexandre Dumas
- José Maria Eça de Queirós
- George Eliot
- Ralph Waldo Emerson
- Gustave Flaubert
- Margaret Fuller
- Elizabeth Gaskell
- Johann Wolfgang von Goethe
- Nikolai Gogol
- Juana Manuela Gorriti
- Brothers Grimm
- Henry Rider Haggard
- Ida Gräfin Hahn-Hahn
- Thomas Hardy
- Francis Bret Harte
- Nathaniel Hawthorne
- Friedrich Hölderlin
- Heinrich Heine
- Henrik Ibsen
- Washington Irving
- Henry James
- John Keats
- Caroline Kirkland
- Jules Laforgue
- Giacomo Leopardi
- Mikhail Lermontov
- Stéphane Mallarmé
- Alessandro Manzoni
- José Martí
- Clorinda Matto de Turner
- Herman Melville
- Friedrich Nietzsche
- Manuel González Prada
- Marcel Proust
- Aleksandr Pushkin
- Fritz Reuter
- Arthur Rimbaud
- John Ruskin
- George Sand
- Mary Shelley
- Percy Shelley
- Stendhal (Marie-Henri Beyle)
- Robert Louis Stevenson
- Bram Stoker
- Harriet Beecher Stowe
- Alfred, Lord Tennyson
- Henry David Thoreau
- Leo Tolstoy
- Ivan Turgenev
- Mark Twain
- Paul Verlaine
- Jules Verne
- Lew Wallace
- HG Wells
- Walt Whitman
- Oscar Wilde
- William Wordsworth
- Émile Zola
- José Zorrilla
- Amedeo Avogadro
- Johann Jakob Balmer
- Henri Becquerel, fizician
- Alexander Graham Bell
- Ludwig Boltzmann
- János Bolyai
- Louis Braille
- Robert Bunsen
- Marie Curie
- Gottlieb Daimler , inginer, designer industrial și industriaș
- Christian Doppler , fizician, matematician
- Thomas Edison , inventatorul
- Michael Faraday , om de știință
- Léon Foucault , fizician
- Gottlob Frege , matematician, logician și filozof
- Sigmund Freud , parintele psihanalizei
- Carl Friedrich Gauss , matematician, fizician, astronom
- Iosia Willard Gibbs , fizician
- Ernst Haeckel , biolog
- William Rowan Hamilton , fizician și matematician
- Oliver Heaviside , inginer electric, matematician fizice
- Heinrich Hertz , fizician
- Alexander von Humboldt , naturalist, explorator
- Robert Koch , medic, bacteriolog
- Justus von Liebig , chimist
- Nikolai Lobachevsky , matematician
- James Clerk Maxwell , fizician
- Wilhelm Maybach , auto-motor și de designer de automobile și industriaș
- Ilya Mechnikov , biolog
- Gregor Mendel , biolog
- Dimitri Mendeleev , chimist
- Samuel Morey , inventatorul
- Alfred Nobel , chimist, inginer, inventator
- Louis Pasteur , microbiolog și chimist
- Ivan Pavlov , fiziolog
- Santiago Ramón y Cajal , biolog
- Bernhard Riemann , matematicianul
- William Emerson Ritter , biolog
- Vladimir Shukhov , inventatorul
- Nikola Tesla , inventatorul
- William Thomson , Lord Kelvin, fizician
- Mirza Ghulam Ahmad a fondat Ahmadiyya mișcarea islamică din India.
- Bahá'u'lláh fondat Credinței Bahá'í în Persia
- Mihail Bakunin , anarhist
- William Booth , sociale reformator, fondatorul Armatei Salvării
- Auguste Comte , filosof
- Mary Baker Eddy , lider religios, fondator de Stiinta Crestina
- Friedrich Engels , filosof politic
- Georg Wilhelm Friedrich Hegel , filosof
- Allan Kardec , sistematizer a doctrinei spiritiste
- Søren Kierkegaard , filosof
- Peter Kropotkin , anarhist
- Karl Marx , filozof politic
- Pierre Joseph Proudhon , mutualiste anarhist
- John Stuart Mill , filosof
- Krste Petkov Misirkov , filozof și istoric
- William Morris , sociale reformator
- Friedrich Nietzsche , filosof
- Nikolai (Nicolae) din Japonia , lider religios, introdus de Est Ortodoxia în Japonia
- Ramakrishna Paramahamsa , mistic hindus
- Claude Henri de Rouvroy, Comte de Saint-Simon , fondatorul francez socialismului
- Arthur Schopenhauer , filozof
- Joseph Smith, Jr. și Brigham Young , fondatorii de Mormonism
- Vladimir Soloviov , filosof
- Lev Tolstoi , anarhist
- Ayya Vaikundar , inițiator al sistemului de credinta Ayyavazhi
- Ellen White autor religioase și co-fondator al Bisericii Adventiste de Ziua a Șaptea
- John Adams , de stat american, avocat, și președintele
- John Quincy Adams , congresmanul, avocat, și președintele
- Alexandru I al Rusiei
- Alexandru III al Rusiei
- Susan B. Anthony , femeile din SUA, drepturile copilului avocat
- Piotr Bagration , general rus
- Otto von Bismarck , cancelarul german,
- Napoleon Bonaparte , franceză generală, prim-consul și împărat
- John C. Calhoun , senator american
- Henry Clay , SUA de stat, "Compromiser Mare"
- Jefferson Davis , președinte al Statelor Confederate ale Americii , chiar înainte și în timpul Războiului Civil American .
- Benjamin Disraeli , romancier și politician
- Frederick Douglass , purtătorul de cuvânt al SUA abolit pedeapsa cu moartea
- Ferdinand al VII din Spania
- Joseph Fouche, politician francez [1]
- John C. Fremont , Explorer, guvernator de California
- Giuseppe Garibaldi , unificator de Italia și Piemont soldat
- Alexander Gorceakov , cancelarul rus
- Isabella II-lea al Spaniei
- Gojong de Joseon , coreeană împărat
- William Lloyd Garrison , Statele Unite lider abolitionist
- Mihail Loris-Melikov , de stat rusă
- William Ewart Gladstone , prim-ministru britanic
- Ulysses S. Grant , Statele Unite general și președinte
- George Hearst , senatorul american și tatăl de William Randolph Hearst
- Theodor Herzl , fondatorul moderne politice sionismului
- Andrew Jackson , SUA, general și președinte
- Thomas Jefferson , de stat american, filozof, și președintele
- Ioannis Kapodistrias , de stat rusă și greacă
- Lajos Kossuth , guvernatorul Ungariei, lider al războiului de independență
- Mihail Kutuzov , generalul rus
- Robert E. Lee , Confederate generală
- Libertadores , din America Latină eliberatori
- Abraham Lincoln , presedintele Statelor Unite, a condus națiunea în timpul Războiului Civil American
- Sir John A. Macdonald , Canada, primul prim-ministru al Canadei
- Klemens von Metternich , cancelarul austriac
- Mutsuhito , împăratul japonez
- Pavel Nakhimov , amiral rus
- Napoleon III
- Karl Nesselrode , cancelarul rus
- Nicolae I al Rusiei
- Pedro al II-lea din Brazilia
- Cecil Rhodes
- Theodore Roosevelt , Explorer, naturalist, viitorul presedinte al Statelor Unite
- William Tecumseh Sherman , Uniunea general, în timpul Războiului Civil American
- Fulwar Skipwith , primul președinte și numai de scurtă durată a Republicii West Florida
- Mihail Skobelev , general rus
- Leland Stanford , guvernator de California, SUA senator, antreprenor
- István Széchenyi , aristocrat, liderul mișcării de reformă ungar
- Charles Maurice de Talleyrand , om politic francez
- Harriet Tubman , afro-american abolit pedeapsa cu moartea , umanitar , a jucat un rol în subteran de cale ferată
- William M. Tweed , alias Tweed Boss , influent politician din New York City, șeful de Tammany Hall
- Regina Victoria , monarh britanic
- Arthur Wellesley, primul duce de Wellington , generalul britanic și prim-ministru
- Serghei Witte , de stat rusă
- Hong Xiuquan , revoluționar, auto-proclamat Fiul lui Dumnezeu
- Aleksey Yermolov , general rus
- Tokugawa Yoshinobu ,  Shogun (ultimul Shogun)

## Invenții, descoperiri

#### Anii 1800

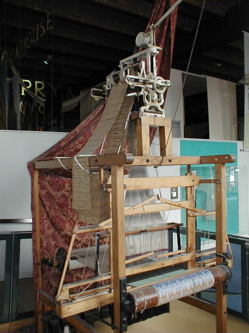
Războiul de țesut programabil, inventat de Jacquard

Schița locomotivei inventate de Trevithick

| Anul | Invenția                                  | Autor                   | Țara   |
| ---- | ----------------------------------------- | ----------------------- | ------ |
| 1801 | războiul de țesut programabil, cu cartelă | Joseph Marie Jacquard   | Franța |
| 1802 | vaporul cu aburi și elice Phoenix         | John Stevens            | SUA    |
| 1802 | soba cu gaz                               | Zachäus Andreas Winzler |        |
| 1804 | locomotiva cu aburi industrială           | Richard Trevithick      | Anglia |
| 1805 | submarinul Nautilus                       | Robert Fulton           | SUA    |
| 1807 | vaporul cu aburi Clermont                 | Robert Fulton           | SUA    |
| 1808 | fierăstrăul cu panglică                   | Wiliam Newberry         |        |
| 1809 | lampa cu arc electric                     | Humphry Davy            | Anglia |

#### Anii 1810

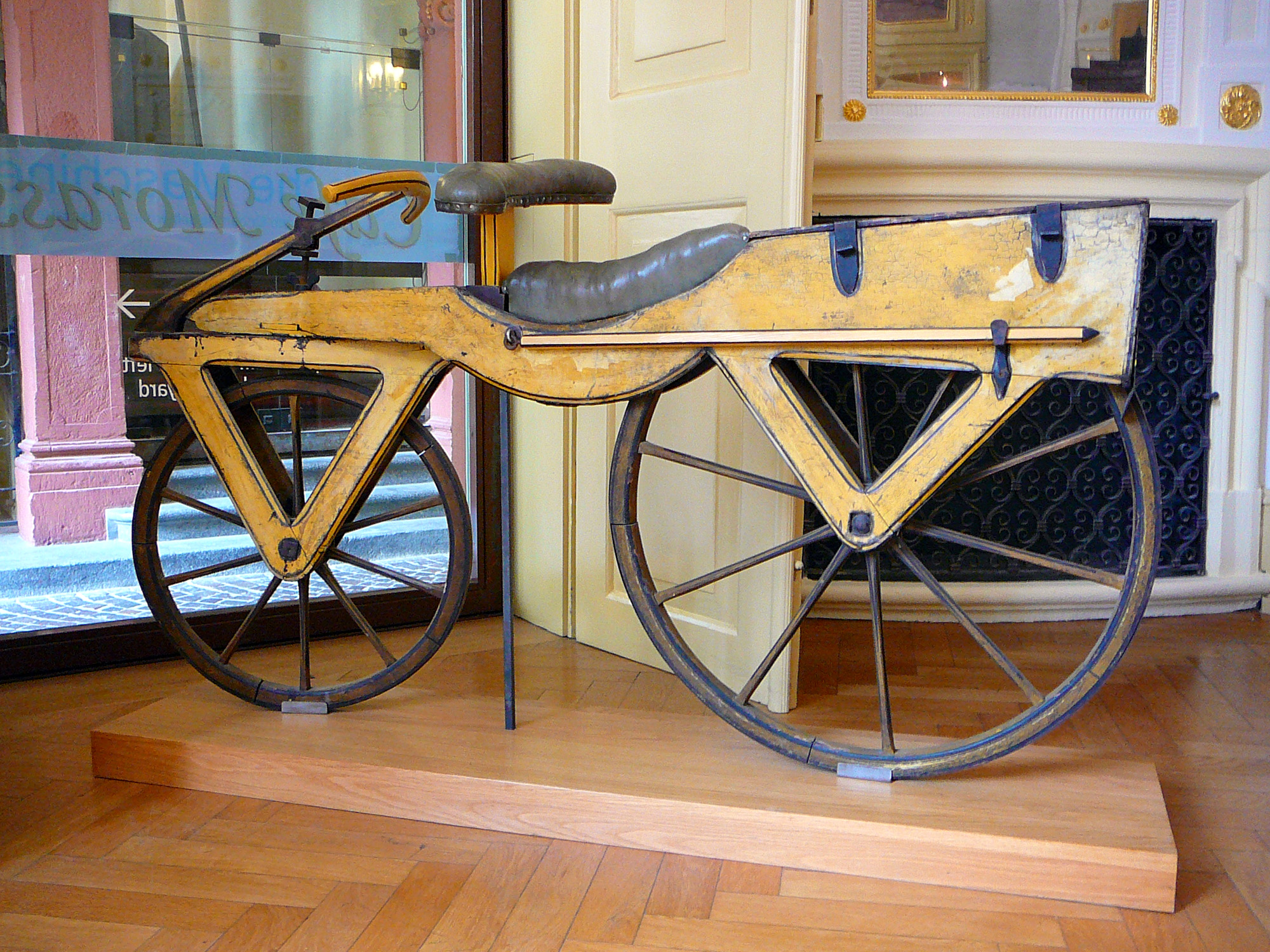
Drezina, strămoșul bicicletei

| Anul | Invenția                             | Autor             | Țara     |
| ---- | ------------------------------------ | ----------------- | -------- |
| 1814 | locomotiva cu abur (pentru călători) | George Stephenson | Anglia   |
| 1816 | lampa anti-explozie (pentru minerit) | Humphry Davy      | Anglia   |
| 1816 | motorul Stirling                     | Robert Stirling   | Scoția   |
| 1816 | stetoscopul                          | René Laënnec      | Franța   |
| 1817 | velocipedul (drezina)                | Karl Drais        | Germania |
| 1817 | caleidoscopul                        | David Brewster    | Scoția   |
| 1818 | bicicleta                            | Karl Drais        | Germania |

#### Anii 1820

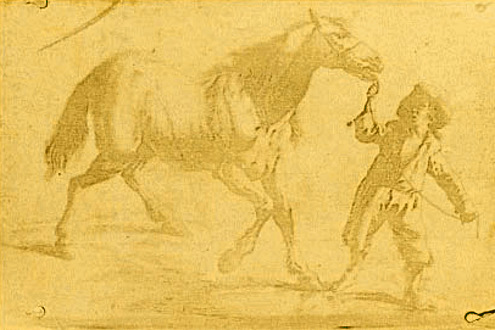
Prima fotografie cunoscută, realizată în 1825 de Joseph Nicéphore Niépce

| Anul | Invenție                  | Autor                   | Țara    |
| ---- | ------------------------- | ----------------------- | ------- |
| 1821 | motorul electric          | Michael Faraday         | Anglia  |
| 1823 | electromagnetul           | William Sturgeon        | Anglia  |
| 1824 | cimentul Portland         | William Aspdin          | Anglia  |
| 1826 | fotografia                | Joseph Nicéphore Niépce | Franța  |
| 1827 | motorul cu ardere internă | Samuel Morey            | SUA     |
| 1827 | stiloul                   | Petrache Poenaru        | România |
| 1829 | locomotiva cu aburi       | George Stephenson       | Anglia  |

#### Anii 1830

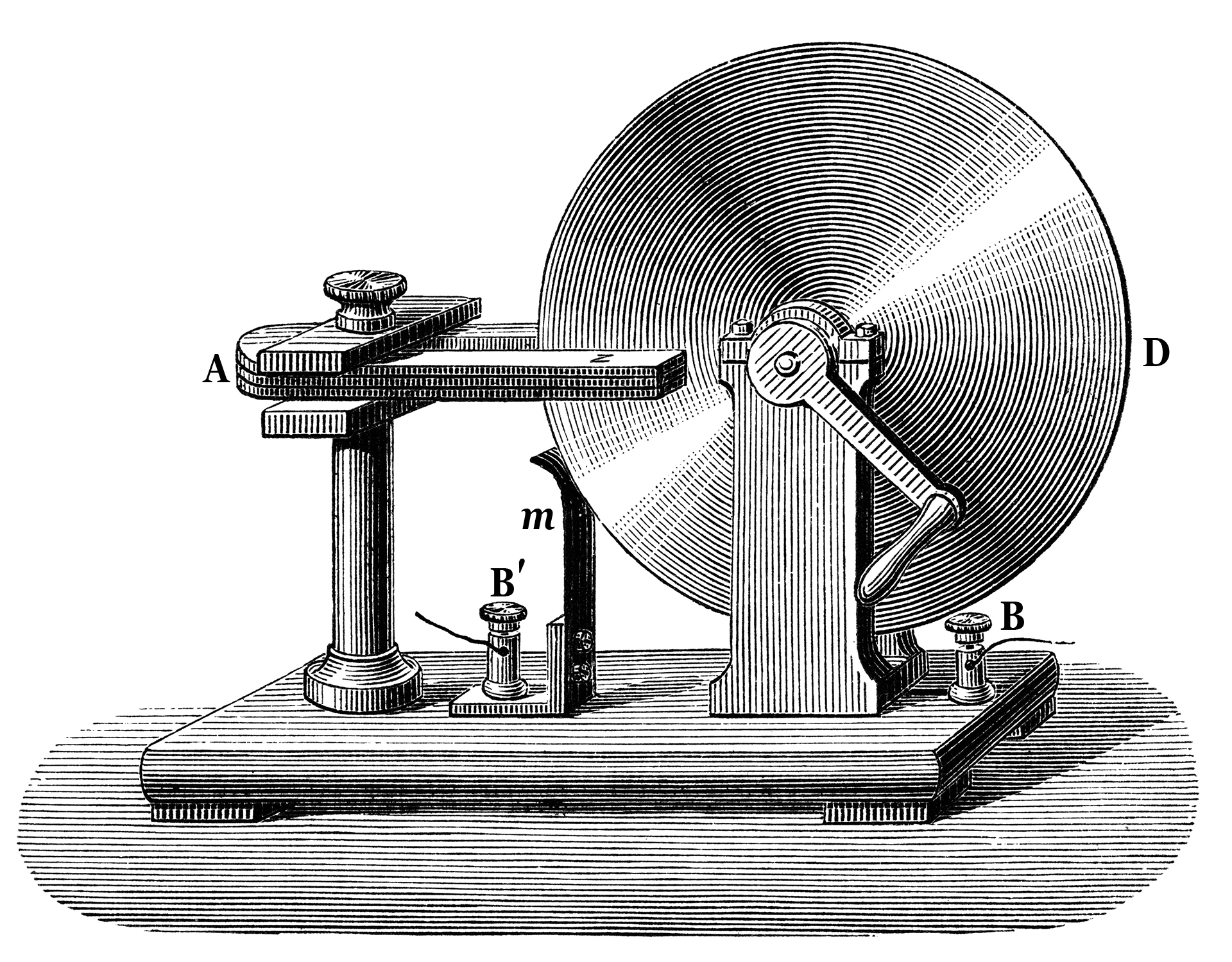
Discul lui Faraday, unul din primele generatoare electrice

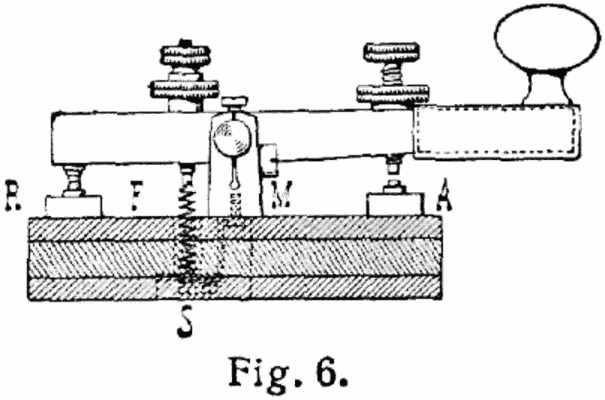
Schema manipulatorului Morse

| Anul | Invenția                        | Autor                           | Țara           |
| ---- | ------------------------------- | ------------------------------- | -------------- |
| 1830 | mașina de tuns iarba            | Edwin Beard Budding             | Anglia         |
| 1830 | termostatul                     | Andrew Ure                      | Scoția         |
| 1830 | stenotipul                      | Karl Drais                      | Germania       |
| 1831 | electromagnetul multiplu        | Joseph Henry                    | SUA            |
| 1831 | telegraful magneto-acustic      | Joseph Henry                    | SUA            |
| 1831 | mașina de secerat               | Cyrus McCormick                 | SUA            |
| 1831 | generatorul electric            | Michael Faraday Ányos Jedlik    | Anglia Ungaria |
| 1834 | taxiul cu cai                   | Joseph Hansom                   | Anglia         |
| 1834 | alfabetul Braille               | Louis Braille                   | Franța         |
| 1834 | frigiderul                      | Jacob Perkins                   | SUA            |
| 1834 | combina de treierat             | Hiram Moore                     | SUA            |
| 1835 | revolverul                      | Samuel Colt                     | SUA            |
| 1835 | releul electromecanic           | Joseph Henry                    | SUA            |
| 1835 | becul electric cu incandescență | James Bowman Lindsay            | Scoția         |
| 1836 | mașina de cusut                 | Josef Madersberger              |                |
| 1837 | tiparul electric                | Thomas Davenport                | SUA            |
| 1837 | plugul de oțel                  | John Deere                      | SUA            |
| 1837 | costumul (modern) de scafandru  | Augustus Siebe                  | Anglia         |
| 1837 | camera foto cu zoom             | Jozef Maximilián Petzval        | Ungaria        |
| 1837 | telegrafia magnetică            | Samuel Morse                    | SUA            |
| 1838 | telegrafia electrică            | Charles Wheatstone Samuel Morse | Anglia SUA     |
| 1838 | casca de scafandru              | Augustus Siebe                  | Anglia         |
| 1839 | vulcanizarea cauciucului        | Charles Goodyear                | SUA            |

#### Anii 1840

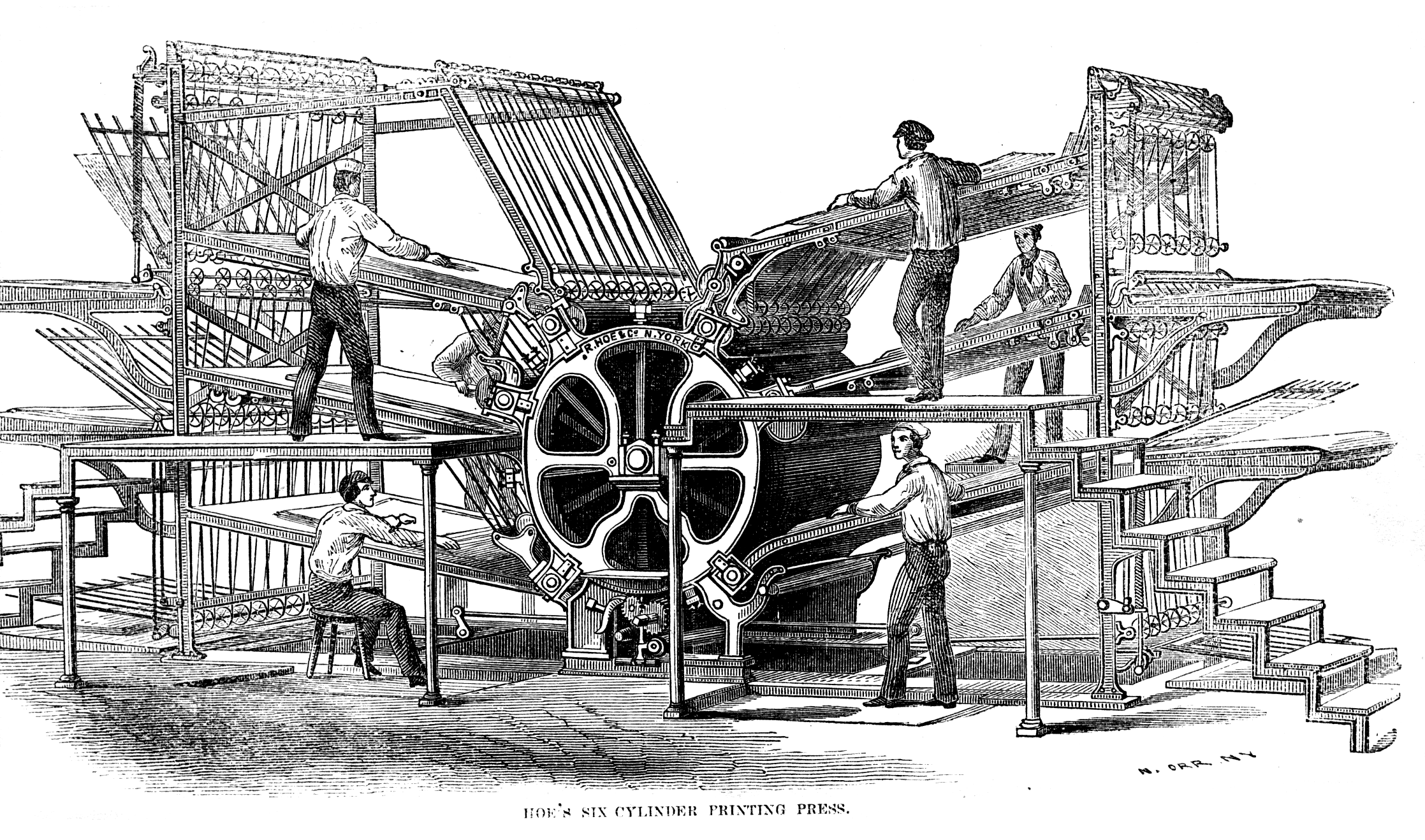
Tiparul rotativ

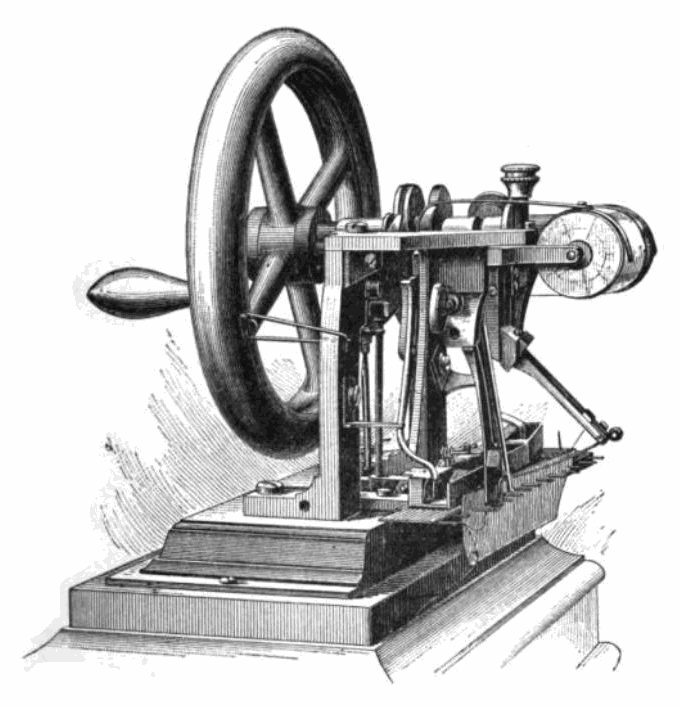
Unu strămoș al mașinii de cusut

| Anul | Invenție                      | Autor              | Țara     |
| ---- | ----------------------------- | ------------------ | -------- |
| 1840 | îngrășământul chimic          | Justus von Liebig  | Germania |
| 1842 | fertilizatorul cu superfosfat | John Bennett Lawes | Anglia   |
| 1842 | anestezia                     | Crawford Long      | SUA      |
| 1843 | mașina de scris               | Charles Thurber    |          |
| 1843 | înghețata                     | Nancy Johnson      | SUA      |
| 1843 | faxul                         | Alexander Brain    | Scoția   |
| 1844 | chibritul                     | Gustaf Erik Pasch  | Suedia   |
| 1845 | pneul                         | Robert Thomson     | Scoția   |
| 1846 | mașina de cusut               | Elias Howe         | SUA      |
| 1846 | tiparul rotativ               | Richard M. Hoe     | SUA      |
| 1849 | acul de siguranță             | Walter Hunt        | SUA      |
| 1849 | turbina Francis               | James B. Francis   | SUA      |
| 1849 | telefonul                     | Antonio Meucci     | SUA      |

#### Anii 1850

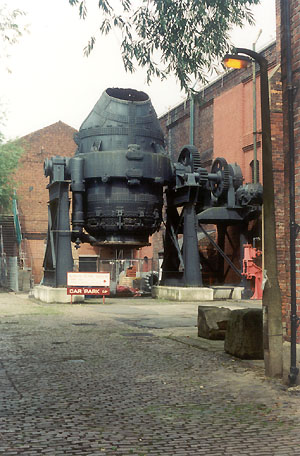
Convertorul Bessemer, o inovație crucială în domeniul metalurgiei

| Anul | Invenția                   | Autorul                  | Țara     |
| ---- | -------------------------- | ------------------------ | -------- |
| 1852 | dirijabilul                | Henri Giffard            | Franța   |
| 1852 | ascensorul                 | Elisha Otis              | SUA      |
| 1852 | giroscopul                 | Léon Foucault            | Franța   |
| 1855 | lampa Bunsen               | Peter Desaga             | Germania |
| 1855 | procedeul Bessemer         | Henry Bessemer           | Anglia   |
| 1856 | celuloid                   | Alexander Parkes         | Anglia   |
| 1858 | cablul telegrafic submarin | Fredrick Newton Gisborne |          |
| 1858 | borcanul Mason             | John L. Mason            | SUA      |
| 1859 | extracția petrolului       | Edwin L. Drake           | SUA      |
| 1859 | acumulatorul acid          | Gaston Planté            | Franța   |

#### Anii 1860

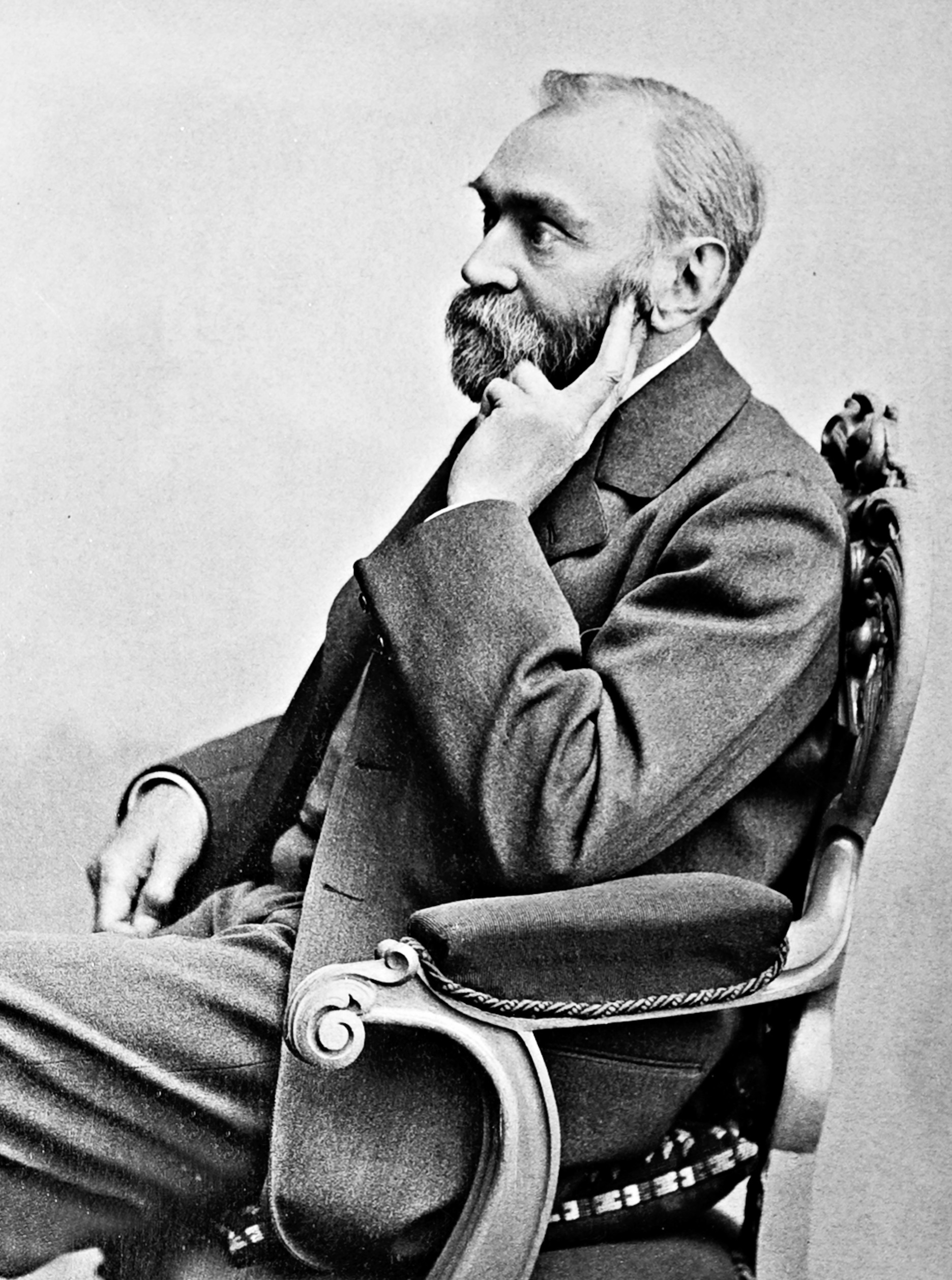
Alfred Nobel, unul din marii inovatori ai secolului al XIX-lea

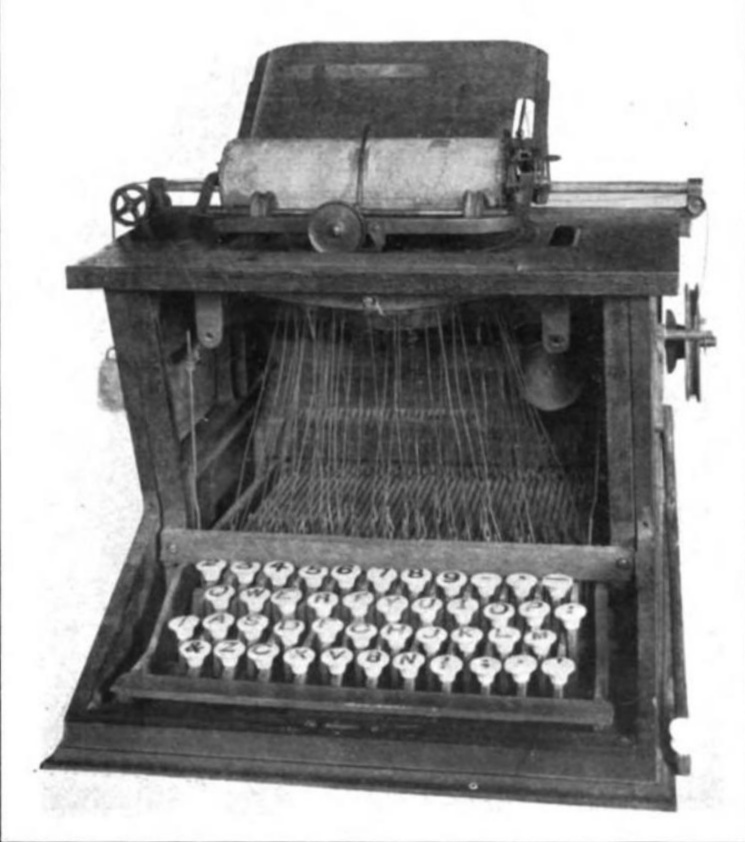
Mașina de scris, așa cum arăta prin 1873

| Anul | Invenția                                    | Autor                                                               | Țara     |
| ---- | ------------------------------------------- | ------------------------------------------------------------------- | -------- |
| 1860 | becul electric                              | Sir Joseph Swan                                                     | Anglia   |
| 1860 | linoleum                                    | Fredrick Walton                                                     |          |
| 1860 | arma cu repetiție                           | Oliver F. Winchester Christopher Spencer                            | SUA      |
| 1860 | torpila autopropulsoare                     | Giovanni Luppis                                                     | Austria  |
| 1861 | cuirasatul USS Monitor                      | John Ericsson                                                       | SUA      |
| 1861 | furnalul regenerativ Siemens                | Carl Wilhelm Siemens                                                | Germania |
| 1862 | mitraliera Gatling                          | Richard J. Gatling                                                  | SUA      |
| 1862 | submarinul mecanic                          | Narcís Monturiol i Estarriol                                        | Spania   |
| 1862 | pasteurizarea                               | Louis Pasteur Claude Bernard                                        | Franța   |
| 1863 | pianina automată                            | Henri Fourneaux                                                     |          |
| 1865 | montagne russe                              | LaMarcus Adna Thompson                                              | SUA      |
| 1865 | sârma ghimpată                              | Louis Jannin                                                        |          |
| 1866 | dinamita                                    | Alfred Nobel                                                        | Suedia   |
| 1868 | mașina de scris modernă                     | Christopher Sholes, Carlos Glidden, Samuel W. Soule, James Densmore | SUA      |
| 1868 | frâna cu aer comprimat (pentru uz feroviar) | George Westinghouse                                                 | SUA      |
| 1868 | margarina                                   | Mege Mouries                                                        | Franța   |
| 1868 | aspiratorul                                 | Ives W. McGaffney                                                   | SUA      |
| 1869 | celuloid                                    | John Wesley Hyatt                                                   | SUA      |

#### Anii 1870

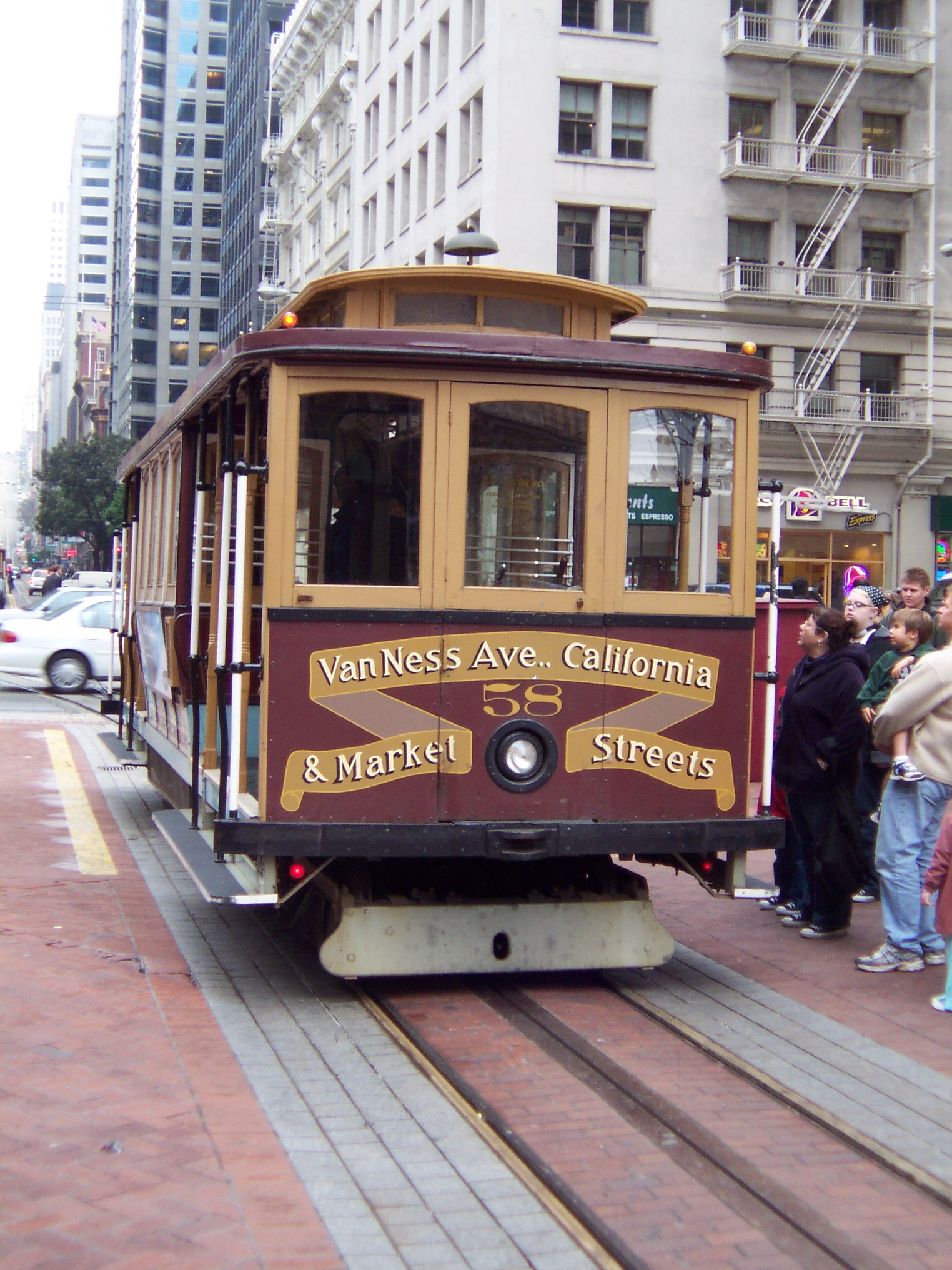
Tramvai cu cablu în San Francisco

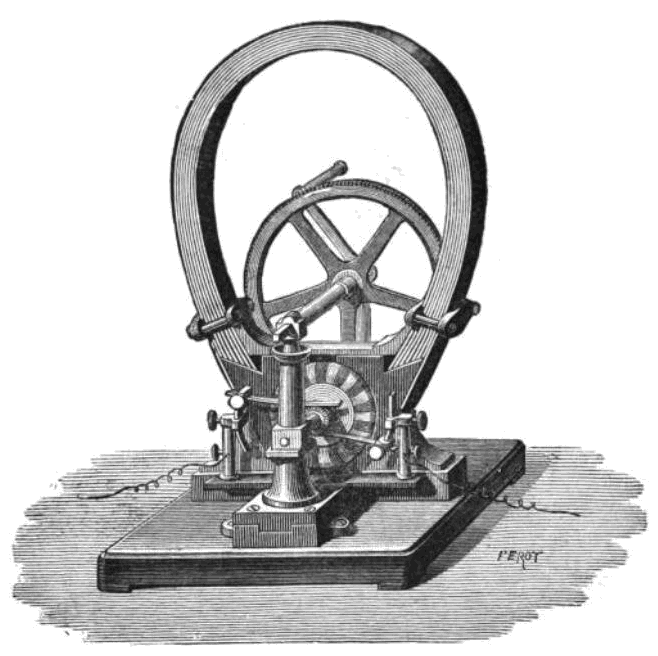
Dinamul electric, perfecționat de Zénobe Gramme

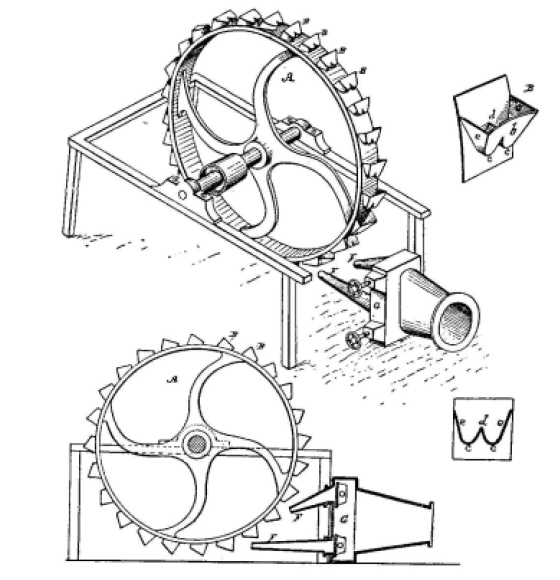
Schița turbinei Pelton.

| Anul | Invenția                          | Autor                 | Țara     |
| ---- | --------------------------------- | --------------------- | -------- |
| 1870 | guma de mestecat                  | Thomas Adams          |          |
| 1870 | proiectorul video                 | Henry R. Heyl         |          |
| 1871 | tramvaiul cu cablu                | Andrew S. Hallidie    | SUA      |
| 1873 | pantalonii blue-jeans             | Levi Strauss          | SUA      |
| 1873 | electromotorul de curent continuu | Zénobe Gramme         | Belgia   |
| 1874 | sârma ghimpată                    | Joseph Glidden        | SUA      |
| 1874 | tramvaiul electric                | Stephen Dudle Field   |          |
| 1874 | DDT                               | Othmar Zeidler        | Austria  |
| 1875 | dinamul                           | William A. Anthony    |          |
| 1875 | încărcătorul de armă              | Benjamin B. Hotchkiss | SUA      |
| 1876 | carburatorul                      | Gottlieb Daimler      | Germania |
| 1876 | Difuzorul                         | Alexander Graham Bell | SUA      |
| 1877 | capsatorul de birou               | Henry R. Heyl         |          |
| 1877 | electromotorul asincron trifazat  | Nikola Tesla          | SUA      |
| 1877 | fonograful                        | Thomas Alva Edison    | SUA      |
| 1877 | microfonul                        | Emile Berliner        | SUA      |
| 1878 | radiația catodică                 | William Crookes       | Anglia   |
| 1878 | tubul de oxigen                   | Henry Fleuss          | Germania |
| 1879 | turbina Pelton                    | Lester Pelton         |          |
| 1879 | casa electronică                  | James Ritty           | SUA      |

#### Anii 1880

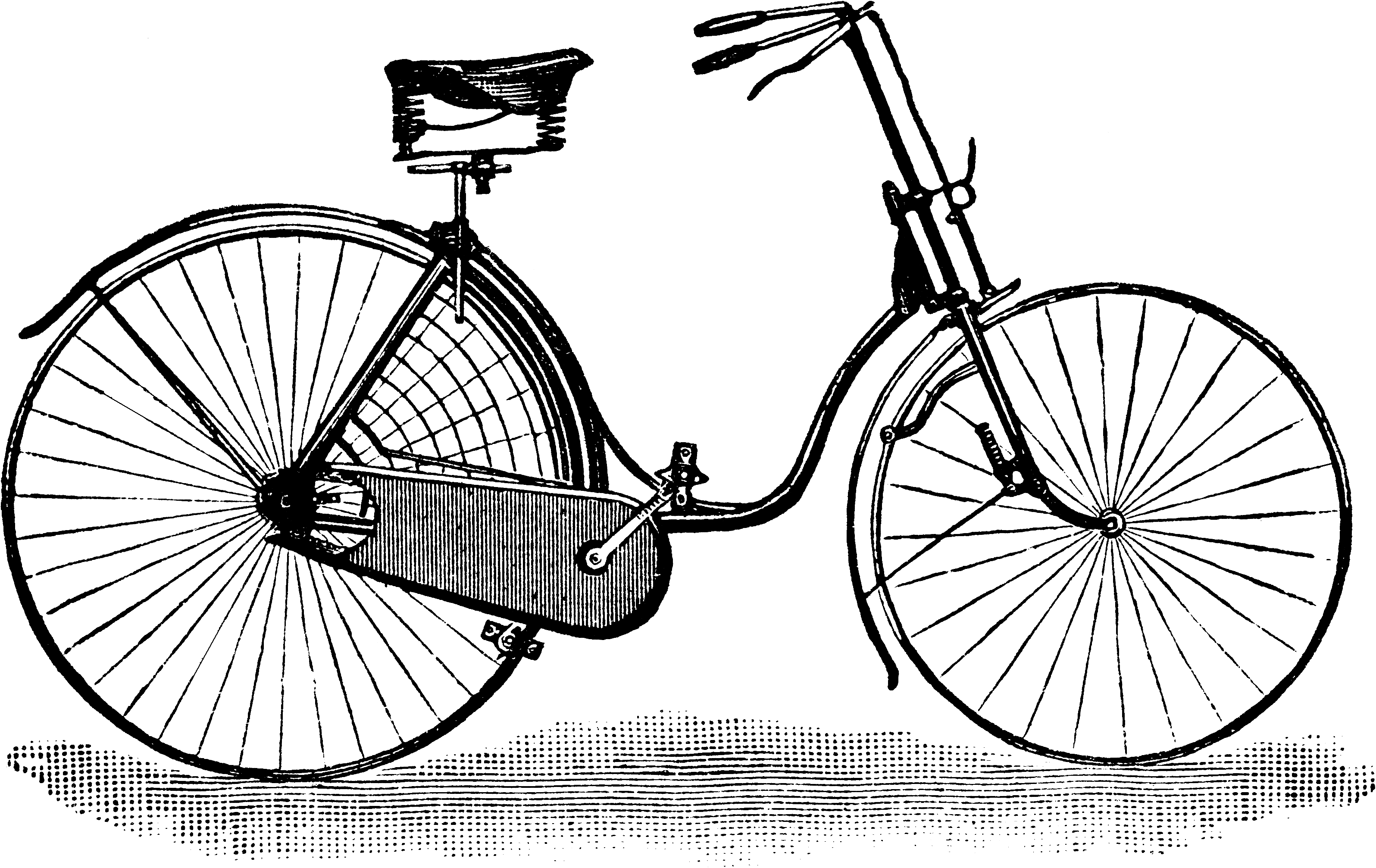
Bicicleta, așa cum arăta prin 1889

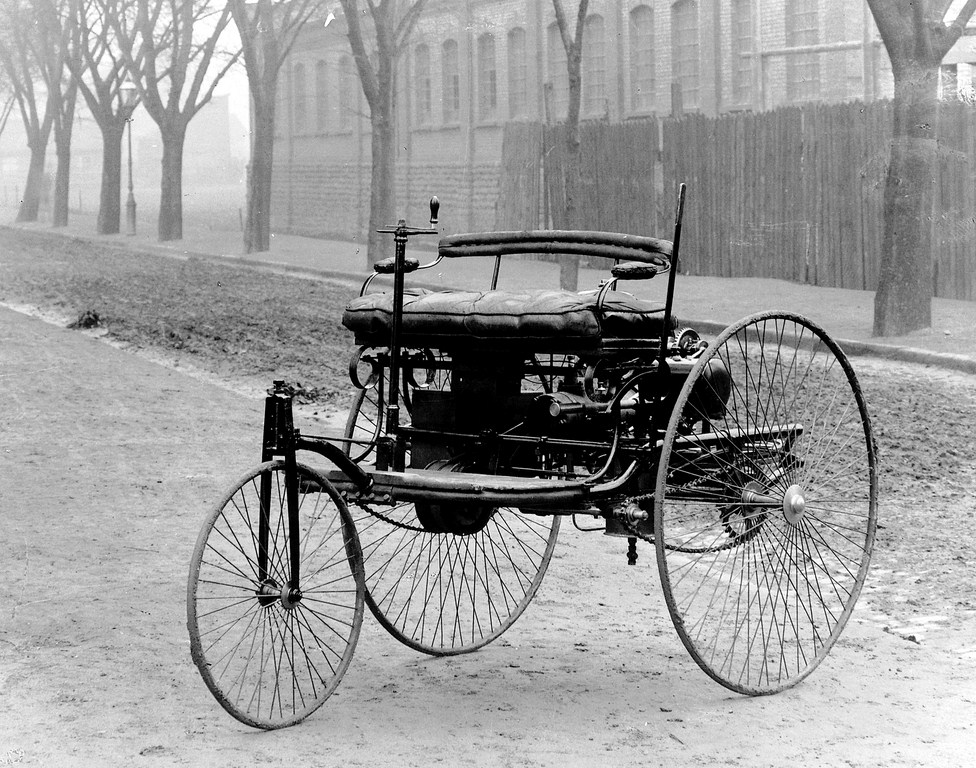
Automobilul lui Carl Benz

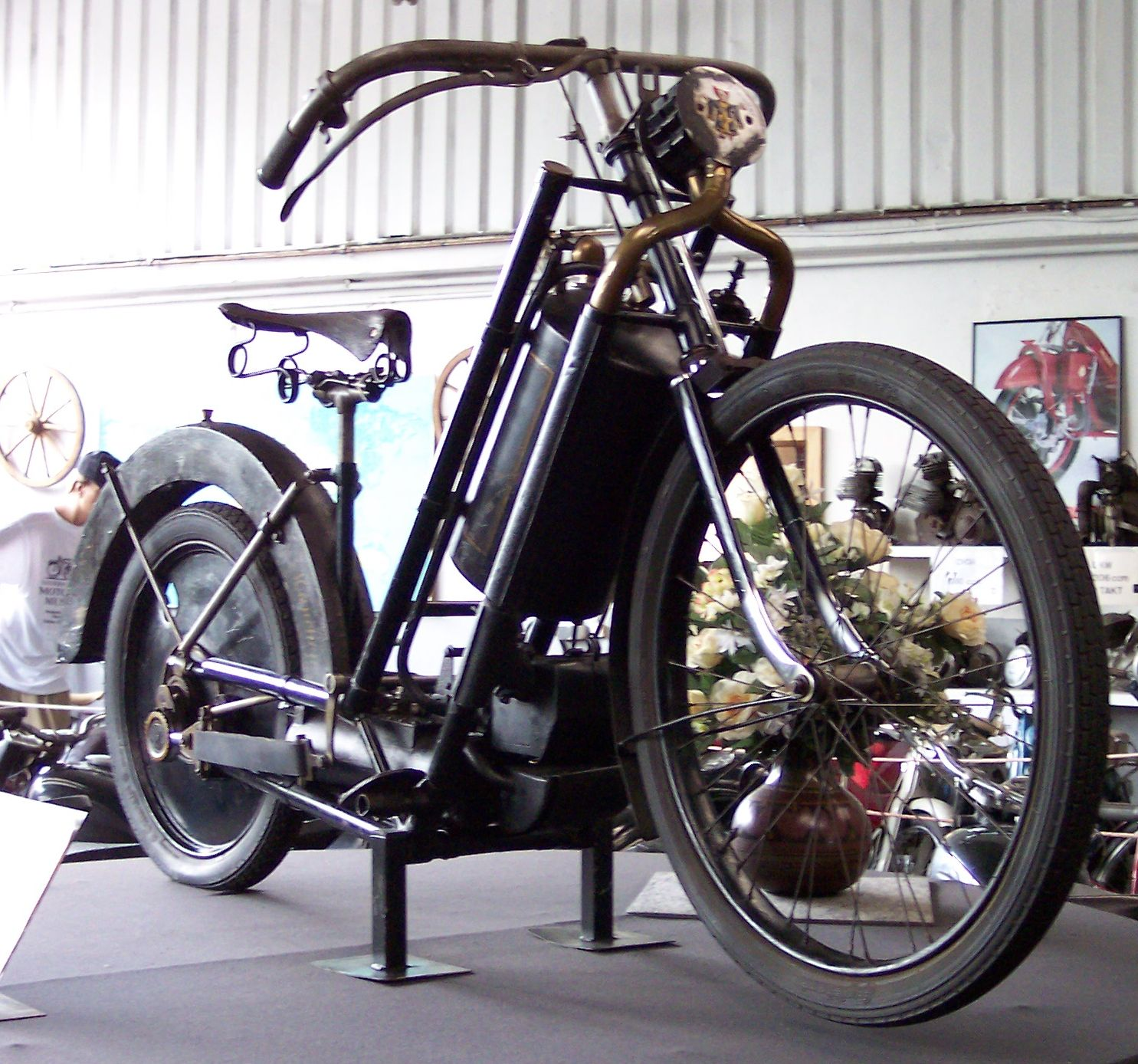
Motocicleta Hildebrand & Wolfmüller (1894)

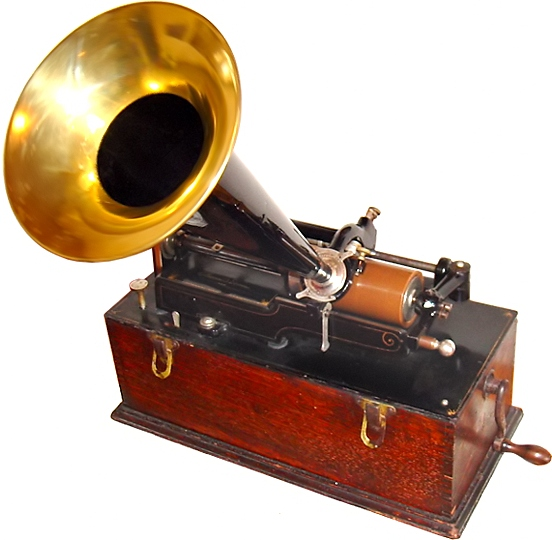
Fonograful lui Edison (1899)

| Anul | Invenția                                 | Autor                                   | Țara                     |
| ---- | ---------------------------------------- | --------------------------------------- | ------------------------ |
| 1880 | fotofonul                                | Alexander Graham Bell                   | SUA                      |
| 1880 | pelicula (banda) de film                 | George Eastman                          | SUA                      |
| 1880 | dispozitivul de bărbierit (cu protecție) | Kampfe Brothers                         | SUA                      |
| 1880 | seismograful                             | John Milne                              | Anglia                   |
| 1880 | automobilul cu abur                      | Dumitru Văsescu                         | România                  |
| 1881 | detectorul de metale                     | Alexander Graham Bell                   | SUA                      |
| 1882 | ventilatorul electric                    | Schuyler Skaats Wheeler                 | SUA                      |
| 1882 | arzătorul cu benzină                     | Carl Rickard Nyberg                     | Suedia                   |
| 1883 | electromotorul bifazat                   | Nikola Tesla                            | SUA                      |
| 1883 | ajutajul Laval                           | Gustaf de Laval                         | Suedia                   |
| 1884 | linotipul                                | Ottmar Mergenthaler                     |                          |
| 1884 | turbina cu reacțiune multietajată        | Charles Parsons                         | Anglia                   |
| 1884 | contabilitatea cu cartele perforate      | Herman Hollerith                        | SUA                      |
| 1884 | troleibuzul                              | Frank Sprague, Charles Van Depoele      | SUA                      |
| 1885 | automobilul (cu motor cu ardere internă) | Carl Benz                               | Germania                 |
| 1885 | tunul automat                            | Hiram Stevens Maxim                     | SUA                      |
| 1885 | motocicleta                              | Gottlieb Daimler Wilhelm Maybach        | Germania                 |
| 1885 | transformatorul electric                 | William Stanley                         | SUA                      |
| 1885 | bicicleta                                | John Kemp Starley                       | Anglia                   |
| 1886 | mașina de spălat veséla                  | Josephine Cochrane                      | SUA                      |
| 1886 | motorul cu benzină                       | Gottlieb Daimler                        | Germania                 |
| 1886 | barca cu motor cu reacție                | Just Buisson Alexandru Ciurcu           | Franța România           |
| 1887 | mașina monotip                           | Tolbert Lanston                         | SUA                      |
| 1887 | lentilele de contact                     | Adolf E. Fick Eugène Kalt August Muller | Germania Franța Germania |
| 1887 | înregistrarea cu gramofonul              | Emile Berliner                          | SUA                      |
| 1887 | ventilatorul de plafon                   | Philip Diehl                            | SUA                      |
| 1888 | sistemul electric polifazat              | Nikola Tesla                            | SUA                      |
| 1888 | videocamera de mână                      | George Eastman                          | SUA                      |
| 1888 | pixul                                    | John Loud                               |                          |
| 1888 | cinematografia                           | Augustin Le Prince                      | Franța                   |
|      |                                          |                                         |                          |

#### Anii 1890

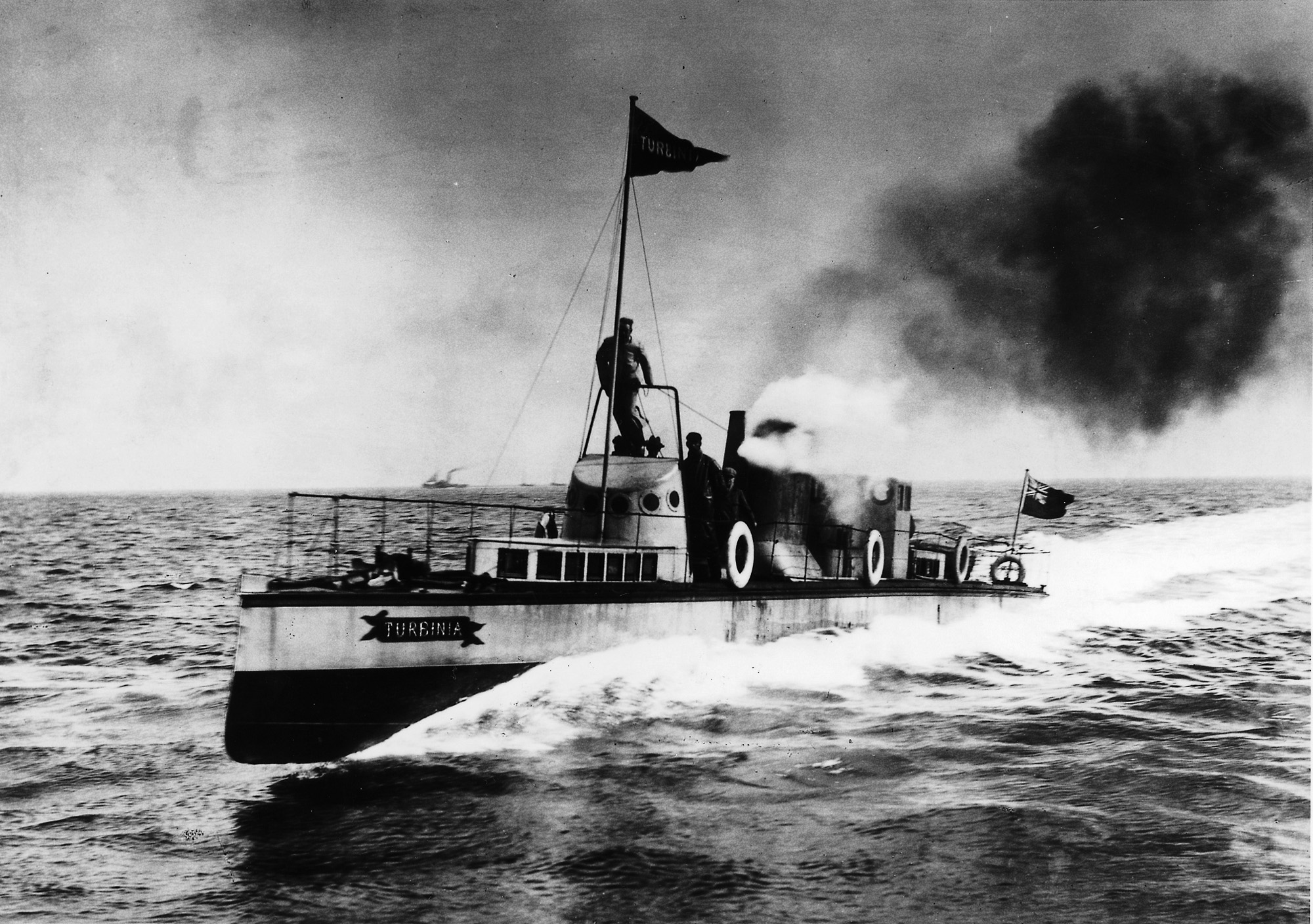
Turbinia - prima navă propulsată de o turbină cu abur.

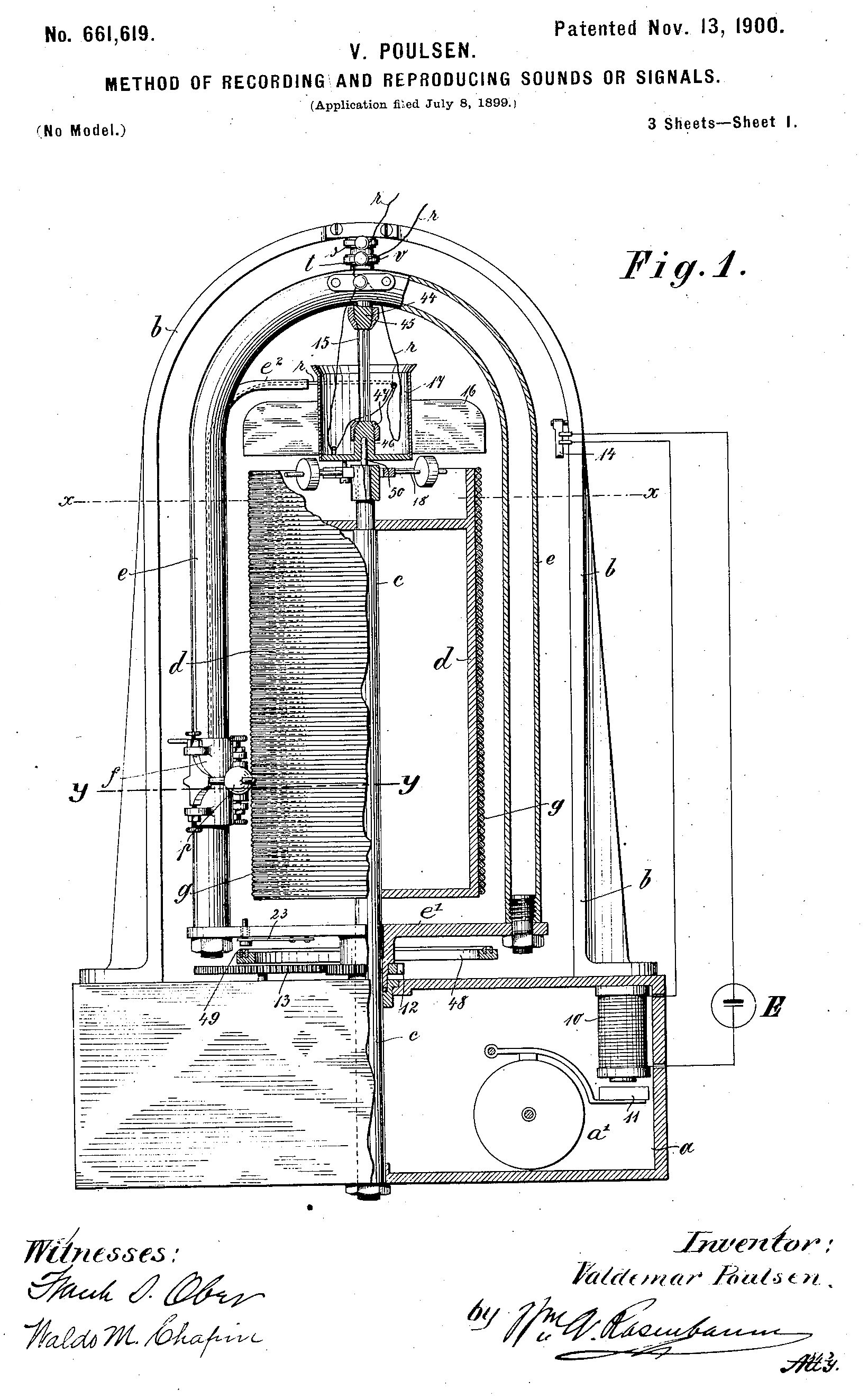
Schema dispozitivului de înregistrare magnetică, imaginat de Poulsen

| Anul | Invenția                                       | Autor                    | Țara      |
| ---- | ---------------------------------------------- | ------------------------ | --------- |
| 1891 | scara rulantă                                  | Jesse W. Reno            | SUA       |
| 1891 | cracarea termică                               | Vladimir Shukhov         | Rusia     |
| 1891 | fermoarul                                      | Whitcomb L. Judson       | SUA       |
| 1891 | carbura de siliciu                             | Edward G. Acheson        | SUA       |
| 1891 | cheia (de șuruburi) reglabilă                  | Johan Petter Johansson   | Suedia    |
| 1892 | fotografia color                               | Frederic E. Ives         | SUA       |
| 1892 | comutatorul telefonic automat (electromecanic) | Almon Strowger           | SUA       |
| 1893 | carburatorul                                   | Donát Bánki János Csonka | Ungaria   |
| 1893 | Comunicațiile fără fir                         | Nikola Tesla             | SUA       |
| 1894 | transmisia radio                               | Jagdish Chandra Bose     | India     |
| 1894 | mașina de muls                                 | Gustaf de Laval          | Suedia    |
| 1895 | motorul Diesel                                 | Rudolf Diesel            | Germania  |
| 1895 | radiotelegraful                                | Guglielmo Marconi        | Italia    |
| 1896 | radioactivitatea naturală                      | Henri Becquerel          | Franța    |
| 1896 | vitascopul                                     | Thomas Armat             | SUA       |
| 1896 | turbina multietajată, cu trepte de viteză      | Charles Curtis           | SUA       |
| 1896 | turbina cu trepte de presiune                  | Auguste Rateau           | Franța    |
| 1897 | scara rulantă modernă                          | Jesse W. Reno            | SUA       |
| 1898 | telecomanda                                    | Nikola Tesla             | SUA       |
| 1899 | coherorul                                      | Jagdish Chandra Bose     | India     |
| 1899 | auto-demarorul                                 | Clyde J. Coleman         | SUA       |
| 1899 | înregistrarea cu bandă magnetică               | Valdemar Poulsen         | Danemarca |
| 1899 | turbina cu gaze                                | Charles Curtis           | SUA       |

## Decenii și ani
| Anii 1790 | 1790 | 1791 | 1792 | 1793 | 1794 | 1795 | 1796 | 1797 | 1798 | 1799 |
| Anii 1800 | 1800 | 1801 | 1802 | 1803 | 1804 | 1805 | 1806 | 1807 | 1808 | 1809 |
| Anii 1810 | 1810 | 1811 | 1812 | 1813 | 1814 | 1815 | 1816 | 1817 | 1818 | 1819 |
| Anii 1820 | 1820 | 1821 | 1822 | 1823 | 1824 | 1825 | 1826 | 1827 | 1828 | 1829 |
| Anii 1830 | 1830 | 1831 | 1832 | 1833 | 1834 | 1835 | 1836 | 1837 | 1838 | 1839 |
| Anii 1840 | 1840 | 1841 | 1842 | 1843 | 1844 | 1845 | 1846 | 1847 | 1848 | 1849 |
| Anii 1850 | 1850 | 1851 | 1852 | 1853 | 1854 | 1855 | 1856 | 1857 | 1858 | 1859 |
| Anii 1860 | 1860 | 1861 | 1862 | 1863 | 1864 | 1865 | 1866 | 1867 | 1868 | 1869 |
| Anii 1870 | 1870 | 1871 | 1872 | 1873 | 1874 | 1875 | 1876 | 1877 | 1878 | 1879 |
| Anii 1880 | 1880 | 1881 | 1882 | 1883 | 1884 | 1885 | 1886 | 1887 | 1888 | 1889 |
| Anii 1890 | 1890 | 1891 | 1892 | 1893 | 1894 | 1895 | 1896 | 1897 | 1898 | 1899 |
| Anii 1900 | 1900 | 1901 | 1902 | 1903 | 1904 | 1905 | 1906 | 1907 | 1908 | 1909 |